# Operazione Dragoon
Operazione Dragoon fu il nome in codice dell'invasione lanciata dalle forze degli Alleati occidentali (principalmente statunitensi e francesi) nella Francia meridionale il 15 agosto 1944, nell'ambito dei più ampi scontri del fronte occidentale della seconda guerra mondiale.
L'operazione si aprì con lo sbarco dei reparti della Seventh United States Army del generale Alexander Patch sulla costa della Provenza tra  Cavalaire-sur-Mer e Saint-Raphaël, cui fece seguito l'arrivo delle unità francesi dell'Armée B del generale Jean de Lattre de Tassigny. La resistenza della 19. Armee tedesca del generale Friedrich Wiese, impoverita di uomini e mezzi inviati a combattere più a nord in Normandia, si sfaldò ben presto: mentre i francesi liberavano gli strategici porti di Tolone e Marsiglia, gli statunitensi inseguirono le forze tedesche in ritirata lungo la valle del Rodano, infliggendo loro gravi perdite pur senza riuscire ad accerchiarle a causa di vari problemi logistici.
L'avanzata alleata portò alla liberazione di Lione il 3 settembre e al ricongiungimento con le forze uscite dalla Normandia l'11 settembre, portando alla creazione di un fronte continuo dal Mare del Nord al mar Mediterraneo; l'operazione si concluse poi il 14 settembre, quando le forze franco-statunitensi avevano raggiunto le prime propaggini dei Vosgi.

## Antefatti

### Rapporti tra alleati
La genesi dell'operazione Dragoon fu questione alquanto controversa, oggetto sin dall'inizio di lunghi e animati dibattiti tra i supremi vertici militari e politici anglo-statunitensi, vittima degli interessi contrastanti che animavano i due massimi Alleati occidentali e prodotto infine del cambiamento dei rapporti di forza che legavano Londra e Washington.
Nel corso della seconda guerra mondiale, la definizione concreta delle previste operazioni nei vari teatri bellici, l'allocazione delle risorse disponibili e la formulazione dei piani di impiego delle forze degli Alleati occidentali, decise in linea di massima a livello politico negli incontri tra il presidente degli Stati Uniti d'America Franklin D. Roosevelt e il primo ministro del Regno Unito Winston Churchill, era responsabilità del Combined Chiefs of Staff (CCS), il massimo organo di coordinamento militare che riuniva i supremi stati maggiori delle forze armate statunitensi (Joint Chiefs of Staff o JCS) e britanniche (Chiefs of Staff Committee o CSC). Per quanto tale organismo fosse formalmente paritario, dove le varie proposte erano discusse fino a trovare una mediazione che conciliasse le opinioni e gli interessi spesso divergenti degli Stati Uniti e del Regno Unito, il JCS era tendenzialmente dominato da una delle sue componenti interne (quella statunitense o quella britannica) in base ai rapporti di forza che i due Stati potevano esprimere in un certo momento. Nella prima fase della sua esistenza, in particolare, il CCS fu dominato dalla componente britannica, principalmente perché quando gli Stati Uniti entrarono in guerra nel dicembre 1941 il Regno Unito era già nel conflitto da più di due anni: gli ufficiali britannici avevano accumulato una maggiore esperienza bellica concreta rispetto agli omologhi statunitensi, e con gli Stati Uniti ancora intenti a espandere le loro relativamente piccole forze armate del periodo di pace era il Regno Unito a esprimere, nel teatro di guerra europeo, il grosso dei reparti impegnati in combattimento.
Per quanto riguardava l'Europa la strategia statunitense, sostenuta con fermezza dal capo di stato maggiore dell'United States Army generale George Marshall, puntava tutto sulla realizzazione di un'invasione anfibia del nord della Francia attraverso il canale della Manica (l'operazione Overlord), cui far seguire una conversione a est e un'avanzata verso il cuore della produzione bellica tedesca, la regione industriale della Ruhr. Pur concordando con questo piano, i britannici ritenevano necessario far precedere l'attacco attraverso la Manica da una serie di operazioni in zone periferiche rispetto alla Francia, principalmente nel teatro di guerra del Mediterraneo dove le loro forze erano in azione sin dal 1940, al fine di disperdere e logorare le risorse della Germania nazista e indebolire la difesa delle coste francesi da parte della Wehrmacht. La "strategia periferica" britannica rispondeva anche alla realizzazione degli interessi politici del Regno Unito circa l'assetto dell'Europa postbellica, in particolare sotto il profilo del mantenimento dell'influenza di Londra nella regione del Mediterraneo e del contenimento dell'influenza dell'Unione Sovietica nella Penisola balcanica; fini che tuttavia non interessavano agli Stati Uniti, e che erano apertamente osteggiati da Marshall e dai suoi colleghi del JCS come un inutile intralcio alle operazioni militari. La forza relativa dei britannici in seno al Combined Chiefs of Staff impose tuttavia l'adozione della loro strategia, e il primo massiccio impiego delle forze statunitensi nella guerra contro la Germania nazista si concretizzò quindi, nel novembre 1942, in uno sbarco in Nordafrica (l'operazione Torch) cui fece seguito un'impegnativa campagna in Tunisia per cacciare gli ultimi reparti italo-tedeschi dalla sponda meridionale del Mediterraneo.

### La genesi

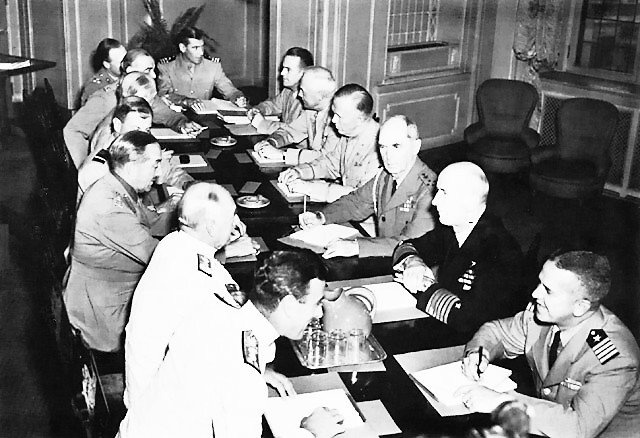
Una riunione del Combined Chiefs of Staff durante la conferenza di Québec dell'agosto 1943

Subito dopo la conclusione delle operazioni in Tunisia, tra il 12 e il 25 maggio 1943 Churchill, Roosevelt e i membri del CCS si riunirono nella terza conferenza di Washington (nome in codice "Trident") per decidere come proseguire l'azione. Britannici e statunitensi concordarono nel far seguire la conquista della Tunisia da un'invasione anfibia della Sicilia (l'operazione Husky), ma si divisero sul cosa fare dopo: gli statunitensi avanzarono per la prima volta l'idea di uno sbarco nella Francia meridionale come azione complementare all'invasione anfibia attraverso la Manica, ma dovettero riconoscere che, a questo stadio della guerra, l'operazione si presentava come rischiosa e bisognosa di risorse eccessive, da distogliere da quelle destinate all'operazione Overlord che invece rimaneva preminente; i britannici imposero ancora una volta il loro punto di vista, promuovendo un più limitato sbarco nel sud della penisola italiana per costringere il Regno d'Italia a uscire dal conflitto e obbligare la Wehrmacht a distogliere risorse dalla Francia per proteggere il fianco meridionale della Germania. Mentre le operazioni alleate proseguivano in Sicilia, il JCS statunitense continuò a ragionare sulla possibilità di unire a Overlord uno sbarco anfibio nel sud della Francia, operazione cui fu dato il nome in codice di "Anvil": lo sbarco e la successiva spinta verso nord sarebbero state un utile diversivo per distrarre i tedeschi dallo svolgimento di Overlord, avrebbero aperto i porti di Tolone e Marsiglia per i rifornimenti delle armate alleate sul suolo francese e, soprattutto, avrebbero consentito di impiegare nel teatro bellico principale in Francia le considerevoli forze già riunite nel Mediterraneo, impedendo ai britannici di sperperarle in altre operazioni periferiche.
Nel corso del successivo incontro tra Roosevelt e Churchill alla prima conferenza di Québec ("Quadrant") del 17-24 agosto 1943 i generali statunitensi riproposero l'idea dello sbarco nel sud della Francia impiegando una considerevole forza iniziale ammontante a tre divisioni, ma ancora una volta furono i britannici a giocare meglio le loro carte. Lo stato maggiore britannico accettò l'idea di massima del piano, ma sostenne contemporaneamente la necessità di aumentare il fronte di attacco iniziale di Overlord; la cosa era gradita ai generali statunitensi, ma richiedeva un corrispondente aumento dei mezzi anfibi da destinare a Overlord: se gli statunitensi non trasferivano mezzi anfibi dal teatro di guerra del Pacifico, questi ultimi dovevano essere reperiti tra quelli impiegati nel Mediterraneo, rendendo impossibile sbarcare tre divisioni nel sud della Francia. Un'invasione anfibia più piccola rimaneva fattibile con i mezzi rimasti nel Mediterraneo dopo le cessioni a favore di Overlord, ma solo se gli Alleati avessero nel frattempo risalito l'intera penisola italiana in modo da appoggiare lo sbarco con un concomitante attacco terrestre attraverso il confine italo-francese. Confidando in ciò, l'alto comando alleato per il Mediterraneo (Allied Force Headquarters o AFHQ) ricevette l'ordine di preparare i piani per l'attuazione di Anvil, ma quando questi furono pronti nell'ottobre 1943 la situazione era mutata: l'invasione alleata dell'Italia era entrata in stallo una volta raggiunte le difese tedesche della Linea Gustav, rendendo fortemente improbabile una completa occupazione della penisola italiana entro il 1º maggio 1944, la data prevista per Overlord e quindi per Anvil; quest'ultima fu di conseguenza rimandata a data da destinarsi. Al successivo incontro tra Roosevelt e Churchill alla conferenza del Cairo ("Sextant") il 22-26 novembre 1943, il tema dello sbarco nel sud della Francia era sparito dall'agenda degli Alleati occidentali.

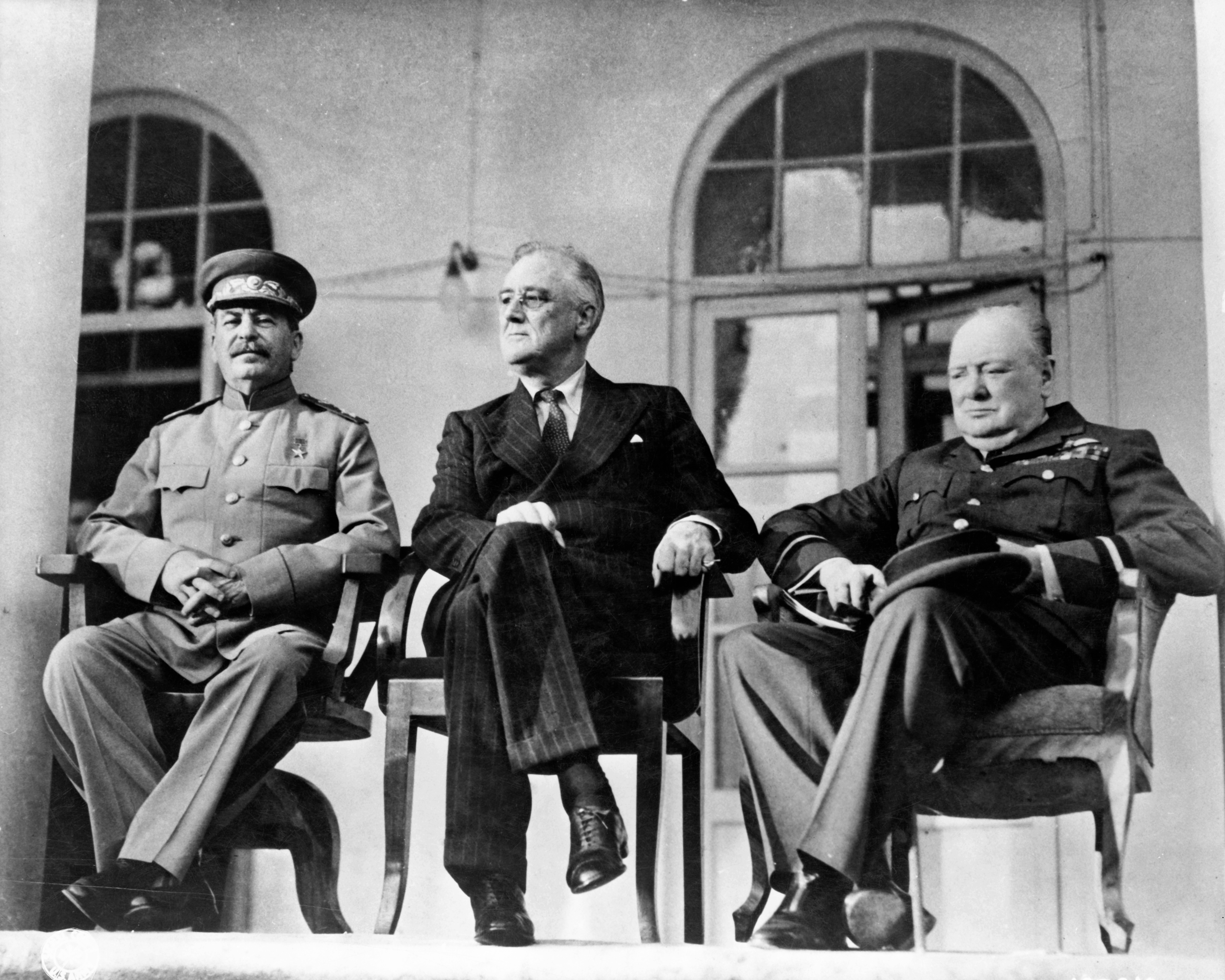
Da sinistra: Stalin, Roosevelt e Churchill alla conferenza di Teheran del 1943

Dal Cairo Roosevelt e Churchill si spostarono a Teheran dove, tra il 28 novembre e il 1º dicembre 1943, tennero una conferenza ("Eureka") con il leader sovietico Stalin. Quest'ultimo si rivelò un inaspettato alleato per i generali statunitensi, che al Cairo avevano dovuto rintuzzare le richieste britanniche di nuove operazioni periferiche per il 1944 in Italia, nel Mar Egeo e nei Balcani: Stalin si oppose con forza a qualsiasi operazione periferica o offensiva in Italia che distogliesse risorse dallo svolgimento di Overlord, ma mostrò interesse per uno sbarco anfibio nel sud della Francia come operazione sussidiaria a Overlord stessa. L'equilibrio all'interno del CCS si spostò per la prima volta a favore degli statunitensi: le operazioni proposte dai britannici in Egeo e nei Balcani furono accantonate, il limite dell'avanzata alleata in Italia venne fissato alla linea Pisa-Rimini (più a nord di Roma ma più a sud della valle del Po), e in combinazione con Overlord (ora fissata per la fine di maggio 1944) gli anglo-statunitensi avrebbero lanciato l'invasione della Francia meridionale impiegando tutti i mezzi anfibi disponibili nel Mediterraneo. Sotto quest'ultimo profilo la situazione si sbloccò definitivamente il 5 dicembre quando Roosevelt, cambiando gli accordi presi con la Repubblica di Cina al Cairo, cancellò una serie di concordate operazioni anfibie previste nel Sud-est asiatico, consentendo l'invio nel Mediterraneo dei mezzi da sbarco accantonati per queste e rendendo fattibile uno sbarco di tre divisioni nel sud della Francia.

### Affossamento, e rinascita

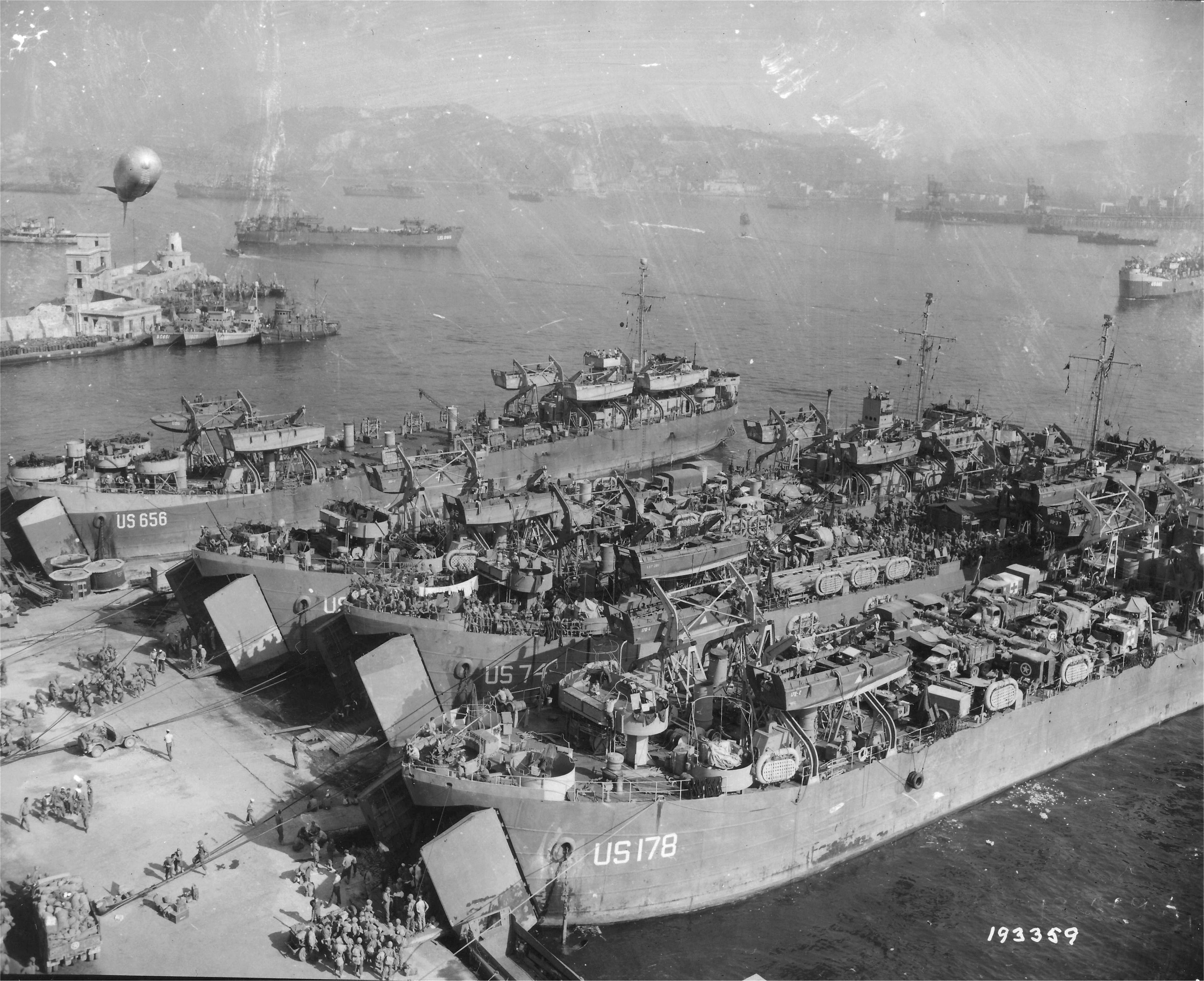
Mezzi da sbarco alleati a Nisida l'8 agosto 1944, durante i preparativi per l'operazione Dragoon

Resuscitato a dicembre 1943, il piano dell'operazione Anvil tornò in forse a febbraio 1944. Lasciata la guida dell'AFHQ nel Mediterraneo per assumere l'alto comando delle forze alleate destinate all'Europa nord-occidentale (Supreme Headquarters Allied Expeditionary Force o SHAEF), il generale statunitense Dwight D. Eisenhower si trovò a dover soddisfare le pressanti richieste dei suoi sottoposti circa l'aumento delle forze da impiegare per i progettati sbarchi in Normandia dell'operazione Overlord. Eisenhower era un sostenitore dell'operazione Anvil, ma riteneva che dovesse coinvolgere almeno tre divisioni perché potesse essere di qualche aiuto per lo svolgimento di Overlord: con una forza più ridotta, il piano diventava inutile. Le risorse anfibie per Anvil continuavano a venire contese da Overlord da un lato e dal fronte italiano dall'altro, in particolare dopo che, il 22 gennaio 1944, gli Alleati tentarono un aggiramento della Linea Gustav sbarcando ad Anzio (operazione Shingle): l'azione si risolse in un mezzo fiasco, con le forze anglo-statunitensi finite bloccate dai contrattacchi tedeschi in una stretta testa di ponte rifornibile solo dal mare, impedendo di sganciare le risorse anfibie degli Alleati a favore di altri piani. La nuova situazione offrì l'opportunità a Churchill e ai generali britannici per tornare alla carica contro Anvil, con argomentazioni che né Eisenhower né il JCS poterono ignorare: gli Alleati stavano tentando di eseguire tre grandi campagne (Overlord, Italia e Anvil), ma non stavano destinando a nessuna delle tre le risorse sufficienti per un loro sicuro successo. Il fronte italiano stava già attirando forze tedesche lontano dalla Francia, quindi stava già aiutando la riuscita di Overlord: meglio sarebbe stato sacrificare Anvil, spostare i mezzi anfibi destinati a essa in favore dello sbarco in Normandia e alimentare con le truppe già nel Mediterraneo la campagna in Italia, la cui buona riuscita avrebbe in definitiva reso inutile l'invasione della Francia meridionale. A marzo Eisenhower raccomandò infine prima di rimandare l'attuazione di Anvil a dopo l'occupazione alleata di Roma, slegandola quindi dalla contemporaneità con Overlord, e poi di ridurre la portata dell'operazione allo sbarco di una sola divisione, derubricando l'azione da attacco complementare a Overlord a mero diversivo per sviare i tedeschi. Il JCS e Marshall continuavano a sostenere l'idea di Anvil, ma all'inizio di aprile dovettero cedere e, d'intesa con i britannici, approvarono la linea proposta da Eisenhower: i mezzi anfibi in eccesso rispetto allo sbarco di una sola divisione furono inviati a sostegno di Overlord, e gli aerei, le truppe e le risorse logistiche già nel Mediterraneo furono lasciate a disposizione del successore di Eisenhower all'AFHQ, il generale britannico Henry Maitland Wilson, per l'attuazione di un'offensiva in Italia all'inizio di maggio (un mese prima di Overlord). La data per il lancio di Anvil fu prevista per la fine di luglio o, più realisticamente, la fine di agosto (due o tre mesi dopo Overlord), ma Wilson fu autorizzato a prendere la decisione finale sull'attuazione dell'operazione: considerando che Wilson non era un sostenitore di Anvil, questo significava in buona sostanza affossare definitivamente il piano.
L'asprezza dei dibattiti degli ultimi mesi convinse i generali britannici del CCS a lanciare un gesto di distensione nei confronti dei loro omologhi statunitensi, e nelle discussioni successive alla decisione di aprile l'operazione Anvil venne quindi inserita tra i futuri, possibili piani da mettere in atto una volta completata la liberazione di Roma e lo sbarco in Normandia: un elenco che comprendeva anche un'avanzata nella valle del Po con successiva conversione a ovest verso la Francia o a est verso la Slovenia, uno sbarco nel Golfo di Biscaglia per prendere Bordeaux, e uno sbarco nella parte nord del mar Adriatico con un successivo sfruttamento in direzione nord-est in direzione dell'Ungheria attraverso il "varco di Lubiana". Questo esile filo a cui era rimasta appesa Anvil si rafforzò con il passare di giugno 1944: lo sbarco in Normandia del 6 giugno ebbe pieno successo, ma i tedeschi riuscirono in un primo momento a bloccare gli Alleati all'interno della loro testa di ponte. La questione del rifornimento della testa di ponte divenne pressante: i porti artificiali (Mulberry Harbour) allestiti al largo delle spiagge dello sbarco vennero danneggiati dalle tempeste della Manica, e prima di capitolare in mano agli statunitensi la guarnigione tedesca di Cherbourg rese inutilizzabili le strutture portuali della città. Compiuto lo sbarco, parte dei mezzi anfibi di Overlord poteva ora essere destinata ad altre operazioni, ed Eisenhower riprese interesse per uno sbarco nel sud della Francia con una forza di tre divisioni: catturare i porti di Tolone e Marsiglia avrebbe aperto una nuova rotta di rifornimento, e consentito di schierare in Francia dal Mediterraneo più divisioni alleate senza i tempi lunghi di un loro trasferimento nell'intasata testa di ponte della Normandia. Questa argomentazione fece breccia nei generali britannici: Wilson favoriva l'idea di un'avanzata nella valle del Po con successiva conversione a est accompagnata da uno sbarco in Adriatico, ma convenne infine che il modo migliore per sbloccare lo svolgimento di Overlord, che rimaneva l'offensiva primaria degli Alleati occidentali, fosse catturare i porti nel sud della Francia lanciando un'operazione Anvil al massimo della sua forza. Su questa base, il CCS trovò infine la quadra il 2 luglio 1944: il limite dell'avanzata alleata in Italia venne fissato nuovamente alla linea Pisa-Rimini, e Wilson ricevette l'ordine di preparare per il 15 agosto uno sbarco nel sud della Francia di tre divisioni statunitensi ritirate dal fronte italiano, secondo il nuovo nome in codice di "operazione Dragoon"; la forza d'invasione sarebbe poi stata ampliata a dieci divisioni principalmente francesi, ritirate dal fronte italiano o tratte dalle ultime riserve in Nordafrica non ancora impegnate, con l'obiettivo di sfruttare il successo avanzando nella valle del Rodano verso nord alla volta di Lione in vista di ulteriori operazioni in direzione del confine franco-tedesco. Questo lasciava in definitiva poche risorse per continuare la campagna in Italia, e soprattutto nessuna risorsa per un vagheggiato sfruttamento in direzione dei Balcani.

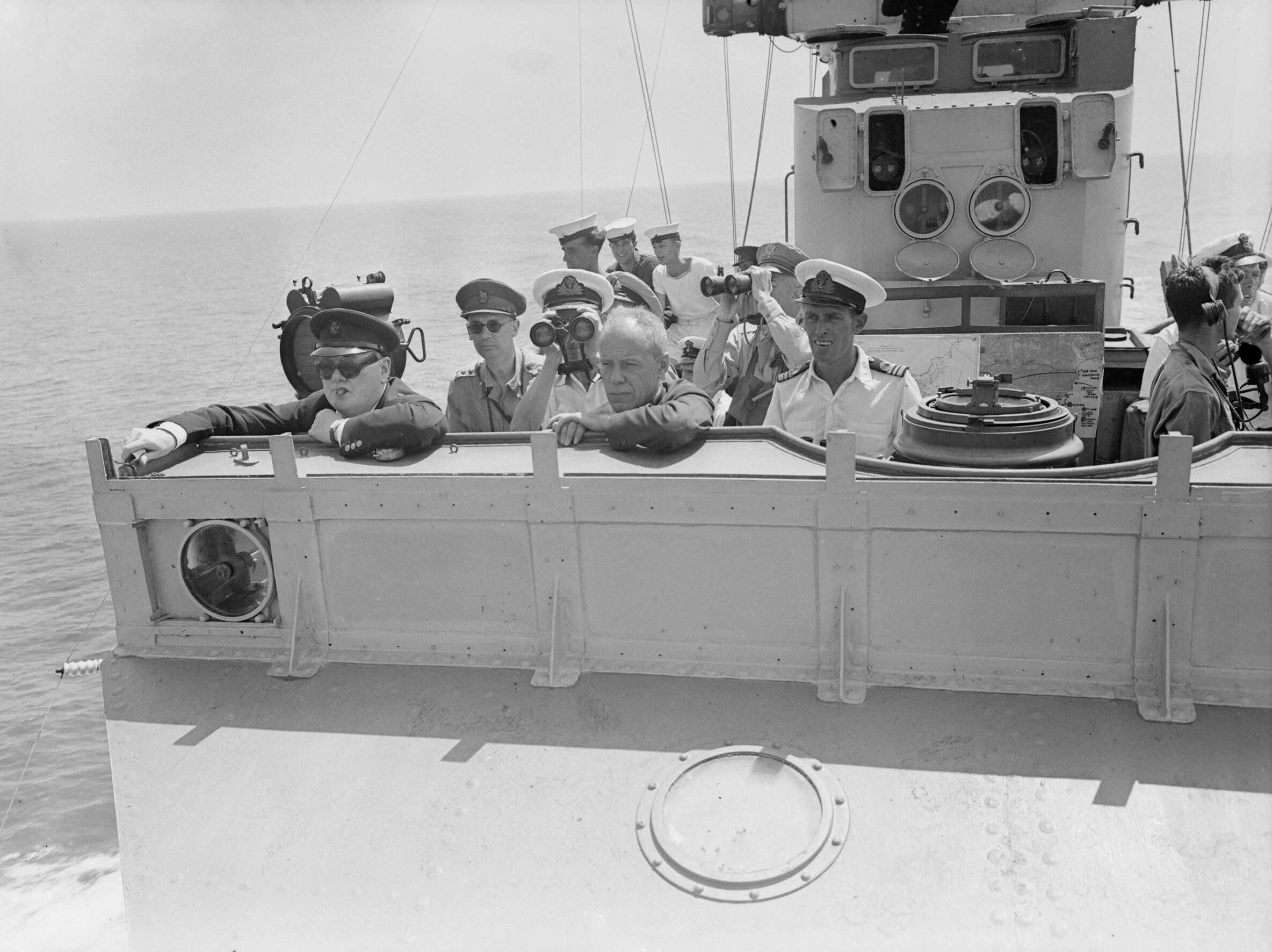
Churchill (a sinistra) osserva gli sbarchi dell'operazione Dragoon dalla plancia di un cacciatorpediniere britannico il 15agosto 1944

Piegata la resistenza dei generali britannici, Churchill rimase da solo a sostenere l'annullamento di Anvil/Dragoon. Rivolgendosi direttamente a Roosevelt, il primo ministro tornò a ribadire l'importanza di continuare la campagna in Italia e di prolungarla con un'avanzata verso est in direzione dei Balcani, senza nascondere le considerazioni politiche di contenimento dell'influenza sovietica in Europa che sostenevano questa scelta. Ma anche Roosevelt aveva le sue considerazioni politiche da soddisfare, e bloccò le richieste di Churchill: quel novembre si sarebbero svolte le elezioni presidenziali negli Stati Uniti, e una battuta d'arresto di Overlord (oltretutto, causata dal lancio di una nuova campagna nei Balcani) avrebbe nuociuto alle possibilità di rielezione per Roosevelt; il presidente ricordò la promessa fatta a Stalin di non indebolire Overlord con altre operazioni periferiche, e sottolineò come il terreno del "varco di Lubiana" fosse peggiore di quello della valle del Rodano per uno sfruttamento in profondità. Respinto da Roosevelt, Churchill continuò a perorare le sue idee con i comandanti militari e con Eisenhower e Wilson in particolare; la cosa non ebbe nessun successo, visto che i capi militari guardavano ormai unicamente alla buona riuscita di Overlord e dell'avanzata verso il cuore della Germania. Churchill tornò alla carica un'ultima volta ai primi di agosto, dopo che le forze statunitensi, nel corso dell'operazione Cobra, ebbero infine sfondato il fronte tedesco in Normandia e iniziato ad avanzare in Bretagna: all'ultimo minuto, il primo ministro sostenne l'opportunità di dirottare le forze in Mediterraneo destinate a Dragoon a un'operazione di sbarco lungo le coste atlantiche della Francia, per catturare i porti qui collocati e rifornire direttamente la testa di ponte in Normandia. I generali statunitensi ebbero gioco facile nel respingere il piano, facendo notare che le forze aeree nel Mediterraneo non avevano sufficiente raggio di azione per coprire un simile sbarco e che trasferire le truppe dall'Italia e dal Nordafrica alla costa atlantica francese avrebbe creato significativi ritardi e problemi di spedizione. Persino il britannico Wilson dovette far notare la primo ministro che non c'era tempo per pianificare da capo una nuova operazione, a maggior ragione visto che le truppe destinate al sud della Francia stavano già iniziando il carico sulle navi.
Fino al giorno stesso dello sbarco, Churchill continuò a ritenere l'operazione Dragoon come un «grave errore strategico e politico» destinato a risolversi in una «costosa situazione di stallo». Per quanto questo giudizio fosse forse in parte frutto di risentimento per l'accantonamento dei suoi obiettivi politici, non si può escludere che Churchill fosse genuinamente preoccupato per la riuscita degli sbarchi, che si presentavano come pieni di rischi: i preparativi e l'addestramento allo sbarco dei reparti erano stati piuttosto affrettati e incompleti; c'erano a malapena abbastanza navi per sbarcare le truppe sulle spiagge e rifornirle, e il supporto aereo doveva venire dalle basi in Corsica a più di 100 chilometri di distanza; se lo avessero voluto, i tedeschi potevano rafforzare la zona di invasione rapidamente trasferendo truppe dall'Italia, mentre gli Alleati non avevano rinforzi da inviare a parte le unità già destinate all'operazione; la Wehrmacht aveva più volte dato segno di volersi battere con ostinazione per bloccare le invasioni anfibie alleate, mentre le ricostituite truppe francesi (che rappresentavano il grosso delle forze destinate allo sfruttamento degli sbarchi) avevano maturato solo una limitata esperienza di combattimento. L'ostinata opposizione di Churchill ben giustificò la storiella, ritenuta invero falsa, che il cambio del nome in codice dello sbarco da "Anvil" a "Dragoon" fu deciso dal primo ministro per sottolineare il fatto che era stato "costretto con la forza" ad accettare un'operazione che non voleva.

## Forze in campo

### Gli Alleati

#### Forze terrestri

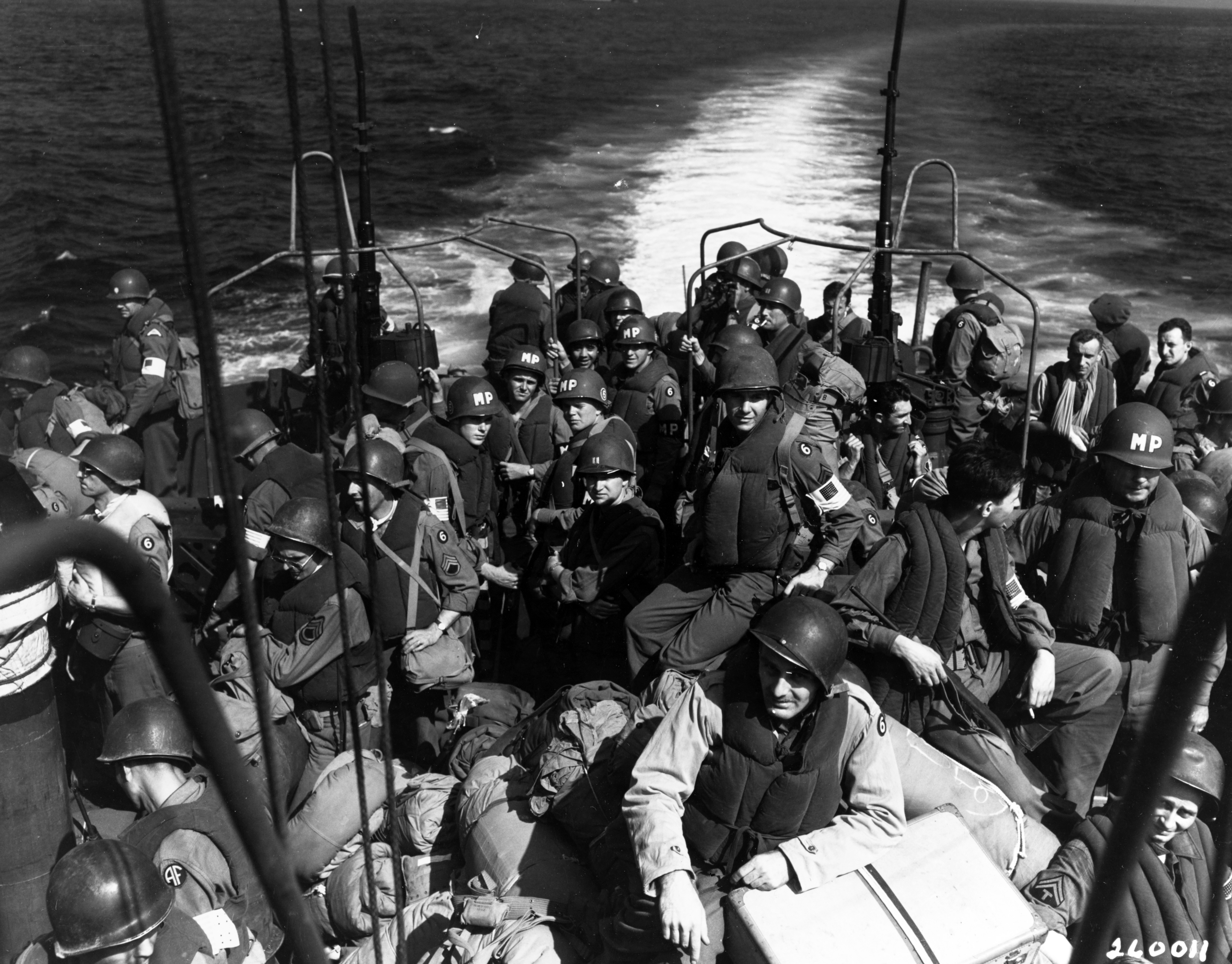
Truppe statunitensi in viaggio verso le coste della Provenza il 15 agosto

L'alta direzione strategica dell'operazione Dragoon fu affidata inizialmente all'AFHQ del britannico Wilson; una volta che le forze di invasione si fossero ricongiunte all'interno della Francia con le truppe dell'operazione Overlord, sarebbero quindi passate sotto al direzione dello SHAEF di Eisenhower. Wilson affidò la pianificazione dell'operazione al suo vice comandante, il generale statunitense Jacob Devers; la richiesta avanzata dal ricostituito Governo provvisorio della Repubblica francese del generale Charles de Gaulle che a capo dell'operazione venisse messo un generale francese venne cassata dagli anglo-statunitensi, ma come concessione politica si convenne di impiegare nell'operazione tutte le truppe francesi disponibili in Italia e nel Nordafrica, in modo che potessero partecipare alla liberazione della loro madrepatria. La struttura di comando di Devers fu attivata il 29 luglio 1944 con la denominazione di copertura di "Distaccamento avanzato dell'AFHQ" (Advanced Detachment AFHQ): controllando due armate, quello di Devers era di fatto un gruppo di armate, ma assunse la designazione ufficiale di Sixth United States Army Group solo a settembre, dopo la conclusione di Dragoon. La prima delle unità sotto il comando di Deevers era la Seventh United States Army del generale Alexander Patch, che avrebbe guidato l'assalto iniziale impiegando il VI Corps del generale Lucian Truscott; le truppe francesi da far affluire dopo gli sbarchi erano invece sotto la direzione dell'Armée B (dal 25 settembre 1944 divenuta 1re armée) del generale Jean de Lattre de Tassigny, la quale avrebbe impiegato il suo 2e corps d'armée al comando del generale Edgard de Larminat. Il totale delle truppe terrestri impiegate nella prima fase dell'invasione ammontava a oltre 100000 uomini.
Il VI Corps di Truscott schierava tre divisioni di fanteria statunitensi, in azione in Italia sin dalla campagna di Sicilia o dallo sbarco di Salerno e dotate di considerevole esperienza bellica, per quanto piuttosto logorate nelle dotazioni di equipaggiamento: la 3rd Infantry Division, la 36th Infantry Division e la 45th Infantry Division; le divisioni statunitensi erano formate da tre reggimenti di fanteria, quattro battaglioni di artiglieria campale, un battaglione di carri armati e uno anticarro. Al VI Corps fu poi aggregata anche la First Special Service Force, un'unità tipo commando a composizione mista canadese e statunitense, veterana delle operazioni in Italia e incaricata di condurre alcune operazioni speciali in appoggio agli sbarchi. Come nel caso di Overlord, anche gli sbarchi anfibi di Dragoon sarebbero stati preceduti da un lancio di paracadutisti nelle retrovie tedesche, ma con le principali divisioni aviotrasportate alleate già impiegate in Normandia fu necessario improvvisare mettendo assieme una serie di unità indipendenti rimaste nel settore del Mediterraneo o trasferite direttamente dalle riserve negli Stati Uniti: agli ordini del generale Robert T. Frederick fu quindi costituita la 1st Airborne Task Force, composta dall'unione di un reggimento e un battaglione di paracadutisti statunitensi, un battaglione statunitense di fanteria su alianti, un battaglione statunitense di artiglieria su alianti e la 2nd Parachute Brigade britannica (equivalente a un reggimento statunitense); la 2nd Brigade rappresentò l'unico contributo in truppe terrestri del Regno Unito all'operazione Dragoon.

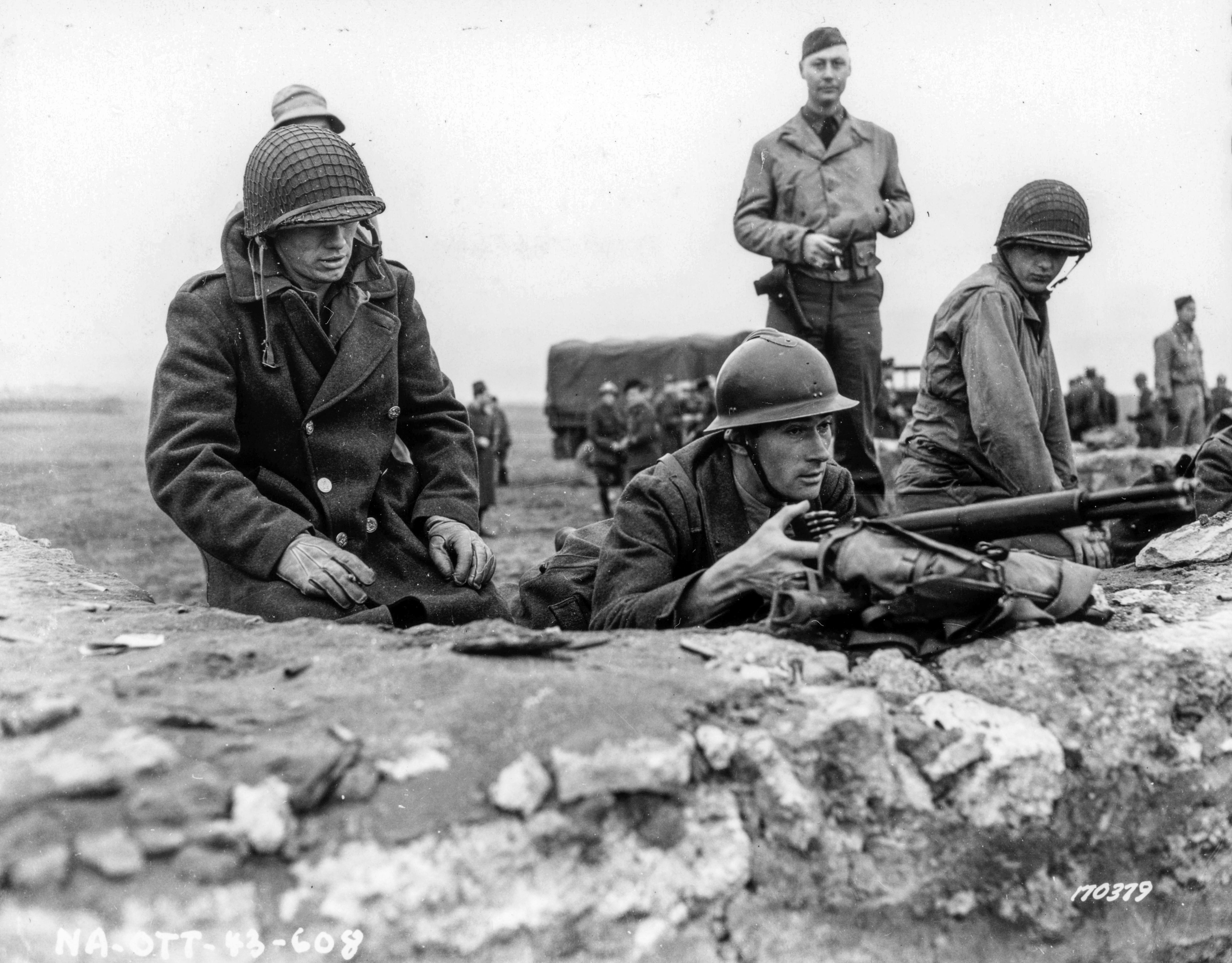
Truppe francesi in addestramento insieme ai loro istruttori statunitensi in Nordafrica nel novembre 1943

Le unità del 2e corps di Larminat erano un miscuglio di reparti originari del movimento della "Francia libera" di de Gaulle, in azione con gli Alleati sin dal 1940, e di truppe reclutate nelle colonie dell'Africa francese, rimaste inizialmente fedeli al regime della "Francia di Vichy" ma passate dalla parte degli Alleati dopo gli sbarchi dell'operazione Torch del novembre 1942: al primo gruppo apparteneva la 1re division de marche d'infanterie (1re DMI), mentre al secondo gruppo appartenevano la 3e division d'infanterie algérienne (3e DIA) e la 9e division d'infanterie coloniale (9e DIC). La 1re DIM e la 3e DIA avevano combattuto per diversi mesi con il Corps expéditionnaire français en Italie, mentre l'unica esperienza bellica della 9e DIC era stata l'invasione anfibia dell'Isola d'Elba nel giugno 1944 (operazione Brassard). Le unità corazzate della 1re division blindée (1re DB), creata in Nordafrica nel maggio 1943, non erano invece state ancora impiegate al fronte. Salvo la 1re DMI, equipaggiata e addestrata dai britannici, tutte le divisioni francesi erano state equipaggiate dagli Stati Uniti e organizzate secondo il modello delle equivalenti divisioni di fanteria o corazzate dell'U.S. Army: la 1re DB, in particolare, si componeva di tre "Combat Command", unità composite con un battaglione di carri armati, uno di fanteria meccanizzata e uno di artiglieria motorizzata, impiegabili eventualmente separatamente l'uno dagli altri. Completavano lo schieramento delle truppe francesi alcune unità indipendenti, come tre gruppi di irregolari marocchini (goumier), un reggimento indipendente di cacciacarri e un gruppo di forze speciali dei Commandos d'Afrique.

#### Forze di supporto

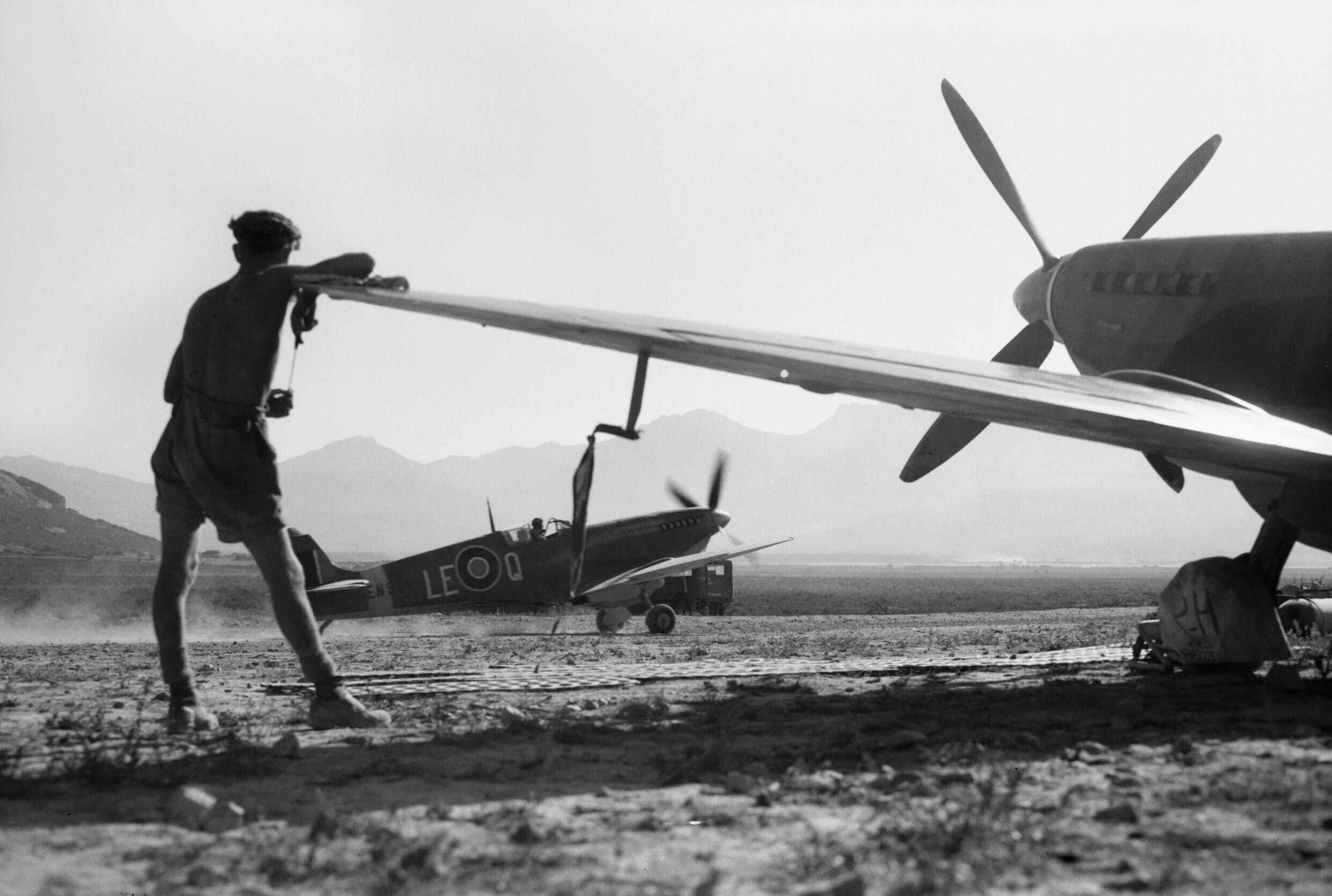
Spitfire della RAF nella base di Calenzana in Corsica nei giorni dell'operazione

La componente navale dell'operazione era diretta dall'ammiraglio statunitense Henry Kent Hewitt, già comandante in capo delle forze navali statunitensi nel Mediterraneo (United States Eighth Fleet); oltre alle navi da trasporto e da appoggio, Hewitt avrebbe comandato anche le truppe da sbarco fino al momento in cui il quartier generale di Patch non avesse potuto essere portato a terra. In vista dell'operazione l'organico originario della Eighth Fleet fu rinforzato con trasferimenti di navi dalla United States Atlantic Fleet, fino a mettere in campo un totale di cinque navi da battaglia, due portaerei di scorta, tre incrociatori pesanti, cinque incrociatori leggeri e un considerevole schieramento di cacciatorpediniere e unità di scorta. La Mediterranean Fleet britannica distaccò sotto il comando di Hewitt una forza comprendente una nave da battaglia, sette portaerei di scorta, undici incrociatori leggeri e una quarantina di cacciatorpediniere; la Marine nationale francese avrebbe contribuito con buona parte delle sue unità operative, ammontanti a una nave da battaglia, cinque incrociatori leggeri, tre cacciatorpediniere e una dozzina di unità di scorta. In totale gli Alleati schieravano 843 navi da guerra e da trasporto e 1267 mezzi da sbarco di vario tipo. Hewitt suddivise le sue unità in sei gruppi navali (task force o TF): un gruppo di comando dell'operazione (TF80); un gruppo per ciascuna delle tre spiagge da sbarco, con i mezzi da trasporto delle truppe e le navi da battaglia e gli incrociatori per il supporto di artiglieria ravvicinato (TF84, TF85 e TF86); un gruppo per il trasporto e il supporto delle operazioni delle forze speciali (TF87); e un gruppo di supporto a distanza con le portaerei e la loro scorta (TF88).
Il supporto di aviazione all'operazione sarebbe stato coordinato dal comando aereo alleato per il Mediterraneo (Mediterranean Allied Air Forces), diretto all'epoca dal generale statunitense Ira C. Eaker. Quest'ultimo coordinava tre gruppi principali di forze: una di velivoli da pattugliamento marittimo per la protezione della forza di invasione in mare (Mediterranean Allied Coastal Air Force); uno di bombardieri a lungo raggio per attacchi strategici nelle retrovie (Mediterranean Allied Strategic Air Force); e uno di caccia e cacciabombardieri per la protezione e l'appoggio ravvicinato alle truppe a terra (XII Tactical Air Command). Nelle basi a terra, principalmente in Corsica, erano ammassate dodici squadriglie di bombardieri B-25, quattro di bombardieri A-20, quindici di cacciabombardieri P-47 e sei di caccia P-38 dell'United States Army Air Forces; la Royal Air Force britannica contribuiva con undici squadriglie di caccia Supermarine Spitfire e una di caccia Bristol Beaufighter, mentre i francesi equipaggiavano quattro squadriglie di P-47 e Spitfire. Il totale dei velivoli di base a terra arrivava a 2100 aerei da combattimento, cui sommare ulteriori 216 caccia imbarcati sulle portaerei e subordinati al controllo del XII TAC.

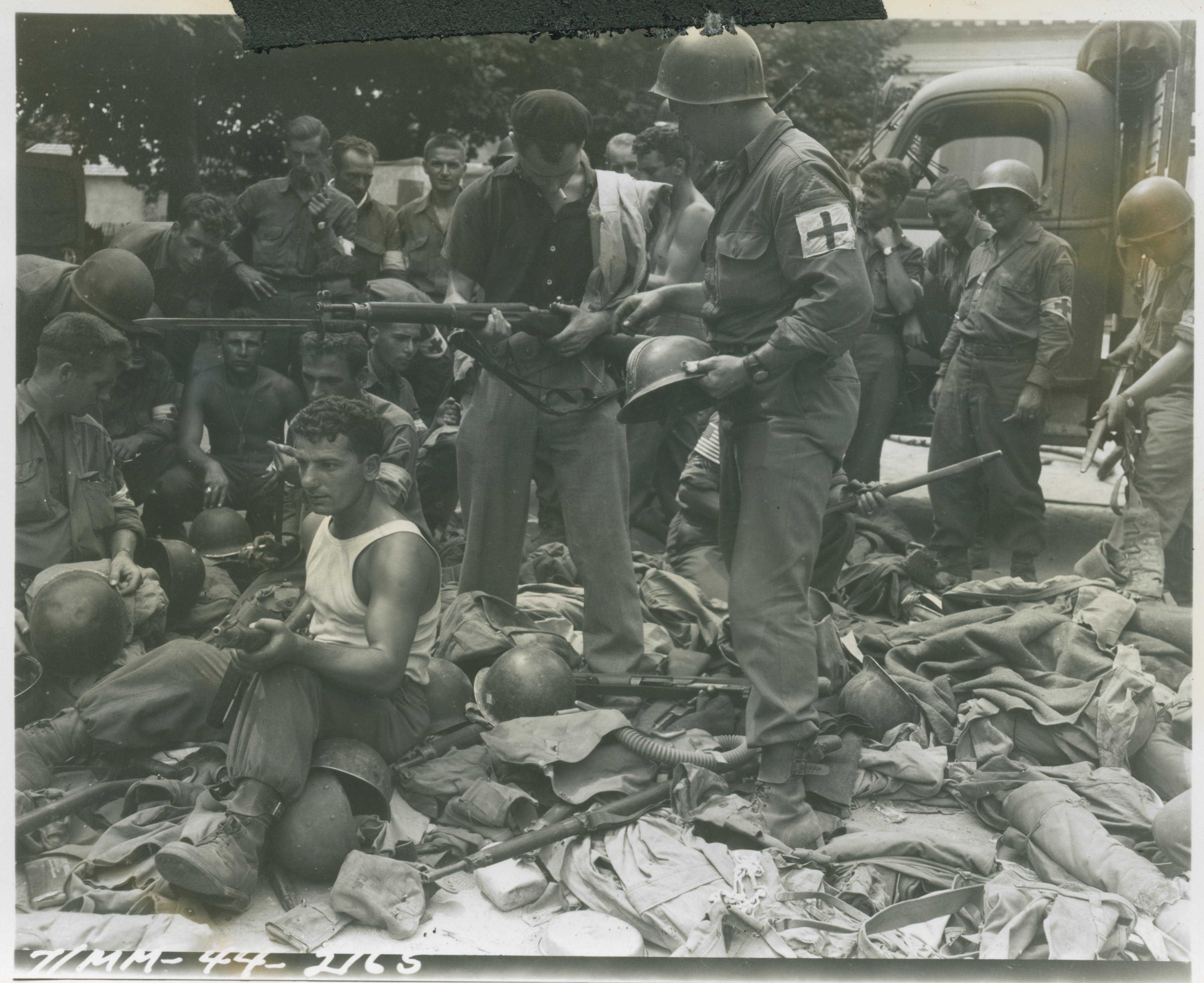
Partigiani francesi vengono armati e riequipaggiati dagli statunitensi nel sud della Francia nell'agosto 1944

La Resistenza francese giocò un ruolo significativo nell'operazione, anche perché i gruppi di partigiani francesi (maquis) erano più forti e numerosi nel sud della Francia che nel nord del paese. La Resistenza ebbe difficoltà ad attecchire lungo la costa e nelle grandi città, massicciamente presidiate dai tedeschi e sorvegliate dagli apparati repressivi del Terzo Reich, ma le campagne, ricche di zone montuose e di foreste, offrivano una vastità di nascondigli e basi per i partigiani; la vastità del territorio da presidiare e la scarsità delle truppe resero impossibile per i tedeschi mettere sotto controllo l'entroterra al pari della costa, e nelle campagne i maquis potevano concretamente limitare i movimenti nemici e interrompere le loro linee di comunicazione. La Resistenza era profondamente divisa sul piano politico, con gruppi che spaziavano dalla sinistra alla destra, ma verso la fine del 1943 la maggior parte delle sigle attive nella Francia meridionale confluì in un movimento unitario, il Mouvements unis de la Résistance (MUR), accettando un controllo di massima da parte della Francia libera di de Gaulle; solo i comunisti dei Francs-tireurs et partisans (FTP) si mantennero come movimento separato dal MUR. Nonostante gli sforzi dei servizi clandestini degli Alleati (il SOE britannico e l'OSS statunitense) per rifornire i maquis, la mancanza di armi era il principale ostacolo alle operazioni della Resistenza: nella primavera del 1944 il MUR aveva 2130 uomini in armi e 7595 disarmati, mentre i FTP mettevano in campo 1500 uomini armati e 2270 disarmati. In vista di Dragoon gli Alleati aumentarono i rifornimenti di armi, e per la metà di agosto il numero dei maquis era cresciuto a circa 75000 uomini in totale, per quanto solo un terzo dotati di armamento.

### I tedeschi
Le forze tedesche posero sotto occupazione il nord della Francia e la costa atlantica sin dalla vittoria nella campagna del maggio-giugno 1940, ma la parte centrale e meridionale del Paese rimasero sotto l'amministrazione del governo collaborazionista della "Francia di Vichy" ancora per un paio di anni, venendo occupate solo nel novembre 1942 come reazione agli sbarchi alleati in Nordafrica; la zona destinata a essere maggiormente interessata dall'operazione Dragoon, quella compresa tra il Rodano a ovest e le Alpi a est, fu affidata all'occupazione delle truppe italiane e passò sotto il controllo tedesco solo nel settembre 1943, dopo l'annuncio dell'armistizio tra l'Italia e gli Alleati. Teoricamente parlando, tutte le forze tedesche in Francia erano sotto la direzione strategica dell'alto comando della Wehrmacht per il fronte occidentale (Oberbefehlshaber West o OB West); in pratica, i quartieri generali in Francia della marina militare (Kriegsmarine) e dell'aviazione (Luftwaffe) agivano in maniera autonoma dalla rete di comando dell'esercito (Heer). Nei futuri scontri nella Francia meridionale esercito e marina tentarono quantomeno di stabilire un coordinamento sul campo di battaglia, con risultati mediocri; l'aviazione mantenne la sua autonomia e condusse una guerra tutta sua contro gli Alleati. Non giovava poi al comando e controllo il fatto che, a metà agosto 1944, i principali comandi tedeschi in Francia, collocati nella zona attorno a Parigi, stessero iniziando a evacuare le loro sedi sotto la spinta dell'avanzata alleata dalla Normandia.

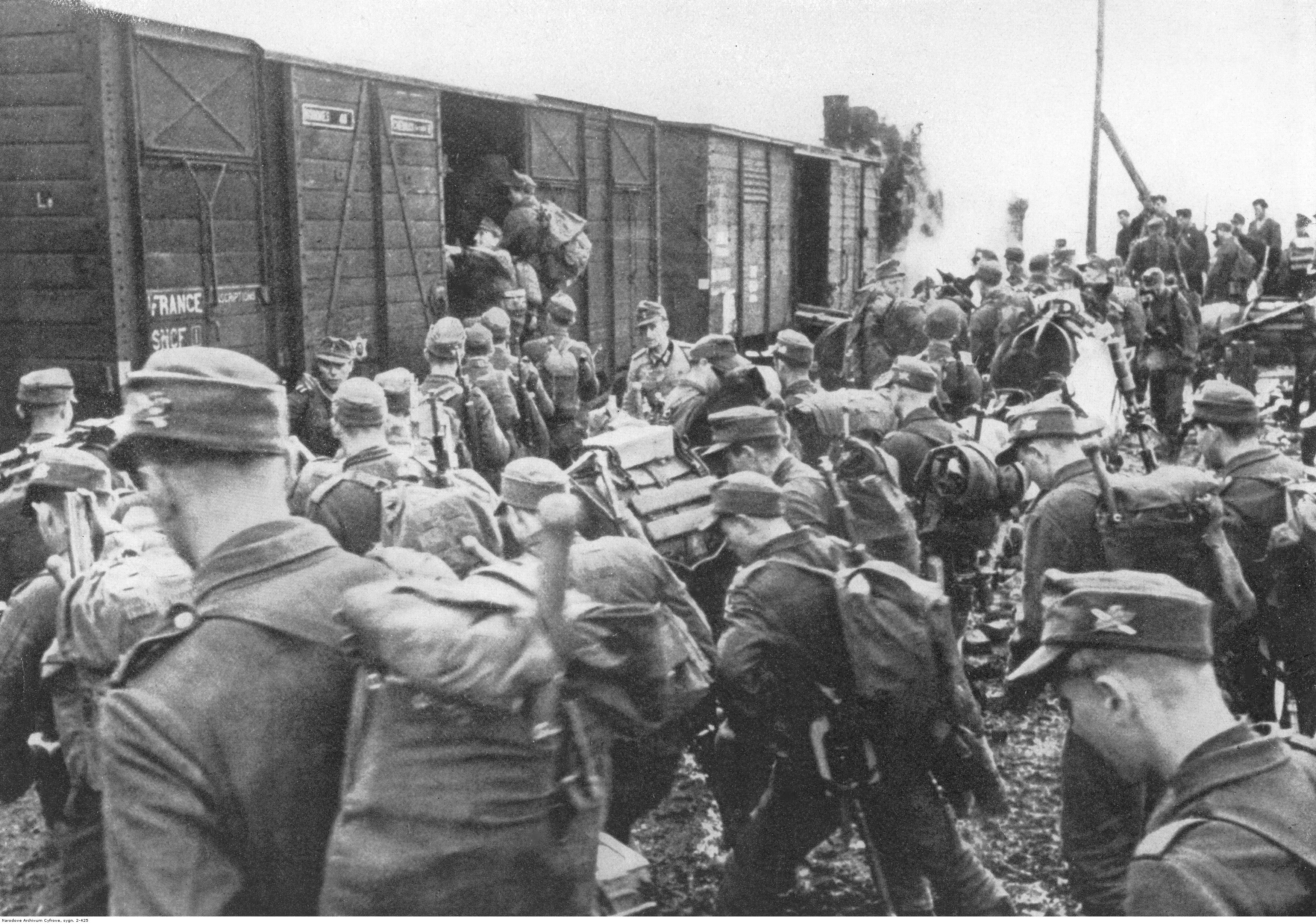
Soldati tedeschi salgono su un vagone ferroviario durante un trasferimento in Francia nel 1944

Le unità dell'esercito tedesco nella Francia meridionale rispondevano a due strutture di comando separate. La Regione militare della Francia meridionale (Heersgebietes Südfrankreich), diramazione locale dell'Amministrazione militare tedesca della Francia (Militärverwaltung in Frankreich), aveva sede a Lione ed era comandata dal generale Heinrich Niehoff: l'organismo era responsabile degli affari correnti dell'occupazione, del controllo del territorio e delle linee di comunicazione, e della lotta contro i partigiani; sotto la direzione di Niehoff rientravano principalmente unità di polizia e di polizia militare tedesche (Feldgendarmerie), frazionate in una serie di comandi locali corrispondenti ai dipartimenti della regione. Le unità tattiche dell'esercito, destinate ai combattimenti campali e alla difesa delle coste, rispondevano invece agli ordini del Gruppo d'armate G (Heeresgruppe G), con sede a Tolosa e retto dal generale Johannes Blaskowitz. L'area di competenza di Blaskowitz era vastissima, comprendendo tutto il territorio francese tra la valle della Loira a nord e la costa del Mediterraneo a sud; la copertura della costa atlantica era responsabilità della 1. Armee del generale Kurt von der Chevallerie, mentre la difesa della costa mediterranea ricadeva sulle spalle della 19. Armee del generale Friedrich Wiese.
Originariamente il comando di Blaskowitz disponeva di un buon numero di unità da combattimento, ma dopo lo sbarco in Normandia del 6 giugno 1944 era stato costantemente privato delle truppe e degli equipaggiamenti migliori, spediti a puntellare il fronte tedesco nel nord della Francia. Particolarmente colpita dai trasferimenti fu la componente meccanizzata dell'Heeresgruppe G, la riserva mobile essenziale per accorrere in soccorso delle difese costiere assaltate dagli Alleati: nell'agosto 1944 questa riserva si era ridotta a un'unica divisione corazzata, l'11. Panzer-Division, efficiente ma priva di uno dei suoi due battaglioni di carri armati, spedito in Normandia; collocata nella zona di Tolosa, questa divisione doveva tenersi pronta a muovere verso la costa atlantica o quella mediterranea a seconda di dove fosse sbarcato il nemico. La 19. Armee di Wiese aveva sette divisioni di fanteria schierate lungo la costa del Mediterraneo, di cui tre a ovest del Rodano sotto il comando del IV. Luftwaffen-Feldkorps del generale Erich Petersen (la 189. Reserve-Division e la 198. e 716. Infanterie-Division) e le altre quattro a est del fiume, equamente divise tra il LXXXV. Armeekorps e il LXII. Armeekorps: il primo, agli ordini del generale Baptist Knieß, difendeva la zona compresa tra il Rodano e Tolone con la 338. Infanterie-Division e la 244. Infanterie-Division; il secondo, guidato dal generale Ferdinand Neuling, difendeva la zona tra Tolone e il confine italiano con la 242. Infanterie-Division e la 148. Reserve-Division. Alle spalle di questo schieramento si trovava poi la 157. Reserve-Division, di stanza nella zona di Grenoble e impiegata principalmente per fronteggiare i partigiani nella regione delle Alpi francesi.

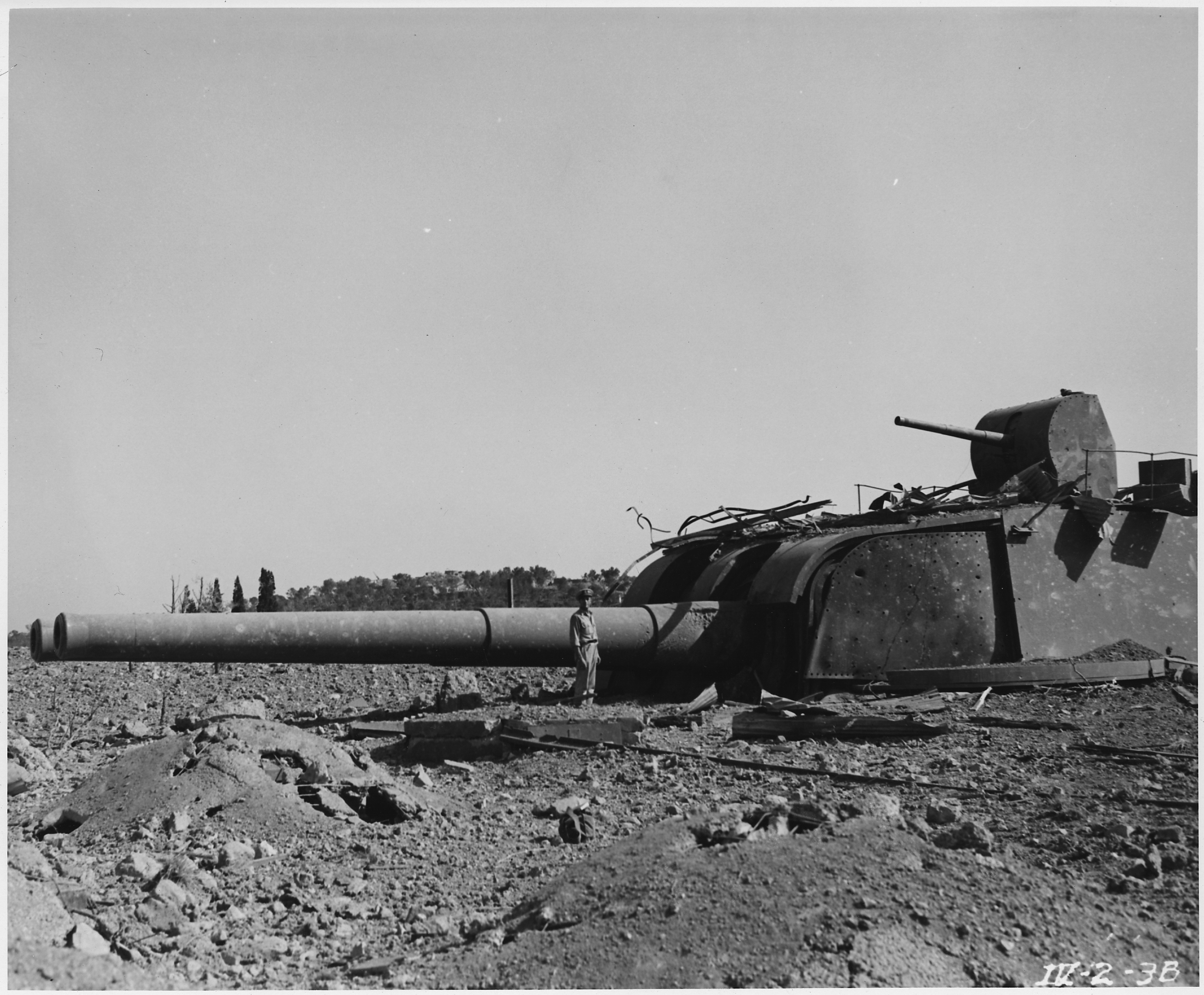
Una batteria di cannoni navali da 340 mm in torretta corazzata utilizzata dai tedeschi per la difesa di Tolone

Le divisioni di fanteria della 19. Armee erano organizzate secondo il modello della "divisione statica", con tre reggimenti di fanteria e un reggimento di artiglieria: praticamente prive di mezzi propri con cui spostarsi, erano destinate ai compiti sedentari di presidio delle fortificazioni e, di conseguenza, erano formate da soldati di scarto come gli uomini troppo anziani per la prima linea, i feriti non più in grado di svolgere compiti attivi e i Volksdeutsche reclutati nelle regioni recentemente annesse alla Germania. Tutte le divisioni inglobavano un certo numero di Ost-Bataillon, formazioni di fanteria composte da "volontari" provenienti dalle minoranze etniche dell'Unione Sovietica, quasi sempre prigionieri di guerra che avevano scelto l'arruolamento nella Wehrmacht per sfuggire a una morte per fame ed esecuzioni nei lager tedeschi. Per compensare le carenze di organico, le divisioni statiche avevano generalmente una maggiore dotazione di armi d'appoggio (mitragliatrici, mortai e cannoni) rispetto a una normale divisione di fanteria, per quanto in massima parte composta da armamenti stranieri di preda bellica (italiani, francesi, sovietici, polacchi) oppure da armi tedesche obsolete; la presenza di armi di più calibri differenti rendeva difficile la fornitura di munizioni, accentuata dal fatto che la divisione non aveva i mezzi di trasporto per rifornire le sue unità una volta iniziata una battaglia. Le Reserve-Division erano migliori quanto a risorse umane ed equipaggiamento, pur non raggiungendo i livelli delle divisioni di fanteria standard: nominalmente erano unità per l'addestramento sul campo delle nuove reclute, in pratica erano impiegate per compiti di seconda linea come costruire fortificazioni e combattere i partigiani, quando non erano spedite in prima linea per compensare i buchi dello schieramento tedesco.
Il comando navale della Kriegsmarine per la Francia meridionale (Kommandierender Admiral französische Südküste), retto dal viceammiraglio Ernst Scheurlen, disponeva originariamente di una flottiglia di quindici sommergibili dislocata a Tolone, ma tra luglio e i primi di agosto tutti tranne uno erano stati affondati o danneggiati nei bombardamenti aerei preparatori degli Alleati; a Marsiglia aveva base una flottiglia di mezzi leggeri per il pattugliamento costiero, composta da due torpediniere catturate ai francesi, una trentina di corvette anti-sommergibili, una trentina di dragamine e 70 pescherecci armati. Il personale della Krigesmarine equipaggiava sei gruppi di artiglieria costiera, concentrati principalmente attorno ai porti di Tolone e Marsiglia; lungo la costa il personale dell'esercito armava altri undici gruppi di artiglieria costiera, ciascuno su tre batterie e armati principalmente con cannoni francesi e italiani catturati: alcune di queste batterie erano servite da personale italiano arruolato come ausiliari nella Wehrmacht. La Luftwaffe difendeva la costa mediterranea della Francia con la Luftflotte 2 del generale Ernst Müller: nelle basi aeree di Jasses, Montélimar e Nîmes era dislocato uno stormo di aerosiluranti con 59 Junkers Ju 88, mentre a Tolosa si trovava una squadriglia con 14 bombardieri Dornier Do 217 equipaggiati con missili antinave Henschel Hs 293; l'unica copertura di caccia era data da una squadriglia con sede ad Avignone, dotata di appena dieci Messerschmitt Bf 109. La Luftwaffe controllava anche una brigata di artiglieria antiaerea, sparpagliata in piccoli distaccamenti principalmente a protezione delle basi aeree.
Calcolare l'esatto numero di truppe tedesche in posizione al momento dello sbarco è difficile. I due corpi d'armata schierati a est del Rodano mettevano insieme circa 53670 uomini, salendo a meno di 100000 uomini (più realisticamente 85000) se si includeva nel conto tutto il personale militare tedesco presente nella zona di invasione; contando il resto della 19. Armee, le riserve dell'Heeresgruppe G, le truppe di retrovia e il personale di marina e aviazione il totale delle forze della Wehrmacht nella Francia meridionale raggiungeva i 285000-300000 uomini.

## Piani operativi

### Alleati

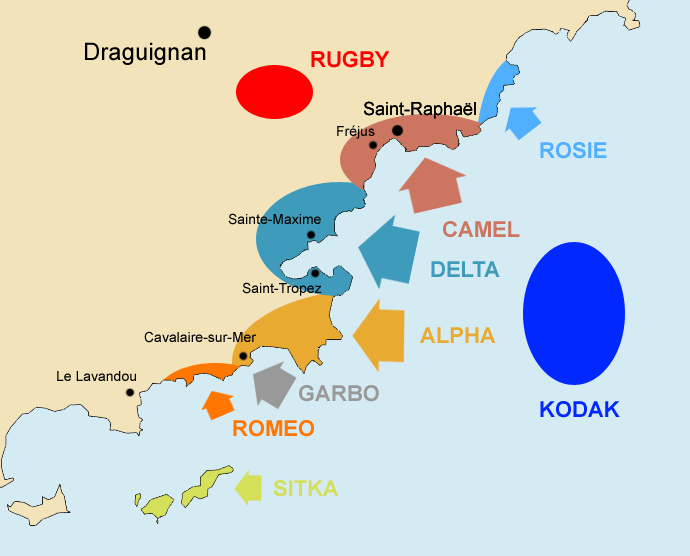
Settori di sbarco durante l'operazione Dragoon

Nella Francia meridionale dell'agosto 1944 gli Alleati godevano di una superiorità schiacciante sui tedeschi in fatto di mobilità, contromobilità, intelligence e comunicazioni. La supremazia navale consentiva agli Alleati di esercitare una minaccia potenziale su un'area vastissima, dalla costa atlantica della Francia fino al Mar Egeo, impedendo ai tedeschi di concentrare le loro truppe in pochi settori; la superiorità aerea consentiva agli Alleati di attaccare le linee di comunicazione tedesche, bombardando ponti, ferrovie e convogli, impedendo così alla Wehrmacht di reagire rapidamente a uno sbarco. Gli Alleati godevano di vantaggi di intelligence a quasi tutti i livelli, dalla possibilità di condurre impunemente ricognizioni fotografiche dall'aria alla raccolta di informazioni locale eseguita dalla Resistenza francese; i maquis contribuivano con il sabotaggio al caos delle comunicazioni tedesche: quando i partigiani misero fuori uso la rete telefonica francese, per mantenere i contatti i comandi tedeschi dovettero ripiegare sulle comunicazioni radio, intercettabili dagli Alleati e decifrabili dal sistema "Ultra", con ulteriori vantaggi per l'intelligence.
La controversa gestazione di Anvil/Dragoon fece sì che solo a giugno 1944 avesse inizio una minuziosa opera di pianificazione degli sbarchi. Con Tolone e Marsiglia come obiettivi principali, la scelta dei luoghi dello sbarco si concentrò nelle zone limitrofe alle due città: il terreno a ovest fu escluso in quanto troppo paludoso, mentre la baia di La Ciotat in mezzo alle due città fu esclusa in quanto troppo battuta dalle munite postazioni di artiglieria costiere tedesche disposte attorno ai porti. La scelta finale cadde sulla costa orientale della Provenza, lungo il litorale del Var: una zona sufficientemente vicina ai due porti ma lontana dalle batterie costiere che li difendevano, e che non appariva come troppo ben presidiata dai tedeschi. Tutta la pianificazione di Dragoon venne condizionata dall'esperienza concreta registrata durante gli sbarchi in Italia, e caratterizzata da una sorta di pessimismo di fondo e un alto livello di prudenza. I pianificatori alleati diedero per scontato che, come a Salerno e Anzio, la Wehrmacht avrebbe lanciato un immediato contrattacco contro la testa di ponte: di conseguenza l'enfasi iniziale era posta sulla necessità di stabilire immediatamente dopo lo sbarco un solido perimetro difensivo (Blue Line) su cui respingere i tedeschi, impossessandosi in particolare delle colline del Massiccio dei Maures da cui si dominavano le spiagge dello sbarco. I piani logistici seguivano questa impostazione difensivista, dando più priorità, per i primi giorni dell'operazione, allo sbarco dei proiettili per l'artiglieria e meno allo sbarco del carburante per i veicoli. Venne stabilito un piano di attacchi aerei preliminari, concentrato in particolare nella distruzione dei ponti sul Rodano per isolare il campo di battaglia e impedire i movimenti delle forze di contrattacco tedesche; gli attacchi aerei preliminari alle difese costiere furono accuratamente distribuiti lungo tutto il litorale francese (la regione del Var fu oggetto solo di un terzo delle missioni effettuate), in modo che i tedeschi non fossero messi sull'avviso circa il luogo prescelto per lo sbarco.

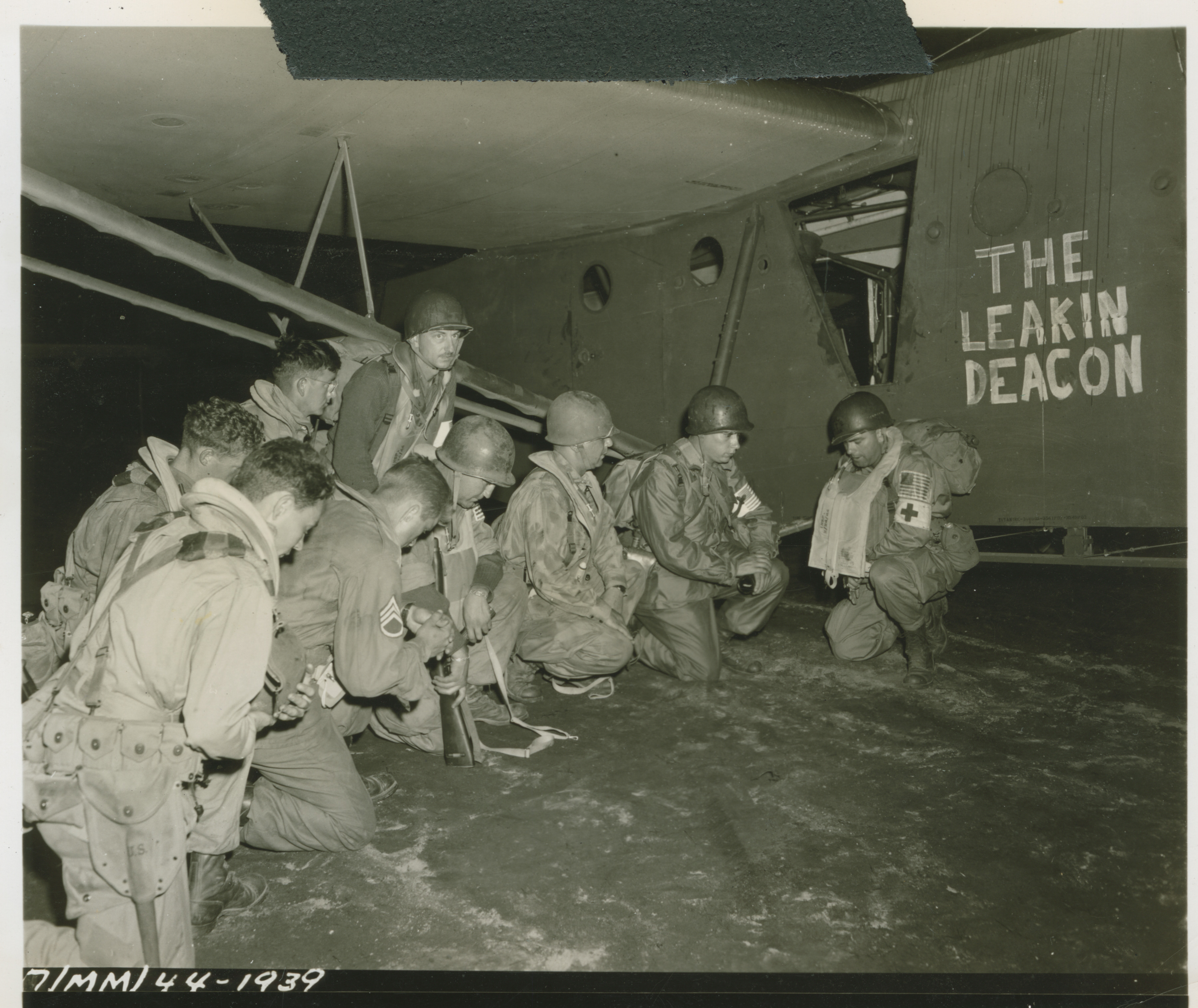
Soldati aviotrasportati statunitensi pronti a imbarcarsi sul loro aliante il 14 agosto 1944

Le tre divisioni del VI Corps di Truscott sarebbero scese a terra in tre distinti settori. A ovest il settore Alpha era di competenza della 3rd Infantry Division, che avrebbe preso terra su due spiagge separate: Alpha Red, nella baia di Cavalaire-sur-Mer, e Alpha Yellow, vicino la località di Pampelonne a sud di Saint-Tropez; in quanto zona più vicina a Tolone e quindi più esposta al contrattacco tedesco, Alpha era stata affidata espressamente da Truscott alla 3rd Division, l'unità con più esperienza del suo corpo d'armata. Al centro il settore Delta era affidato alla 45th Infantry Division, che sarebbe scesa a terra su quattro spiagge (Delta Red, Green, Blue e Yellow) poco a nord di Sainte-Maxime, lungo l'imboccatura settentrionale del golfo di Saint-Tropez. Il settore Camel a est avrebbe infine visto la 36th Infantry Division scendere su tre spiagge sui due lati del porto di Saint-Raphaël: a ovest Camel Red, nel golfo di Fréjus, a est Camel Green e Camel Blue, nei pressi delle località di Dramont e Anthéor. Due unità di forze speciali francesi sarebbero scese a terra ai lati delle zone di sbarco statunitensi (Romeo Force a ovest, Rosie Force a est) per bloccare la strada che correva lungo la costa e impedire che i tedeschi potessero utilizzarla per un contrattacco; la First Special Service Force avrebbe lanciato un attacco anfibio alle isole di Port-Cros e Levant (settore Sitka), a sud-ovest della zona di invasione, per neutralizzare l'artiglieria tedesca qui collocata. I paracadutisti della 1st Airborne Task Force sarebbero scesi prima dell'alba attorno a Le Muy nell'entroterra (operazione Dove per i reparti statunitensi e Rugby per quelli britannici), per poi attaccare da dietro le alture del Massiccio dei Maures e impedire movimenti di truppe tedesche verso le spiagge lungo il corridoio libero rappresentato dalla valle del fiume Argens, che separava i settori Delta e Camel; l'area di stazionamento della flotta di appoggio era infine denominata settore Kodak. Completato lo sbarco iniziale il VI Corps doveva quindi assicurarsi la "Blue Line": una linea ad arco che correva dalla sponda della rada di Hyères a ovest alla costa vicino Anthéor a est, passando al centro nei pressi di Le Luc. L'area della testa di ponte comprendeva sezioni importanti delle principali strade e ferrovie che collegavano Tolone e la valle dal Rodano a ovest con Cannes e Nizza a est, era profonda a sufficienza per impedire all'artiglieria tedesca di bersagliare le spiagge e dotata di spazio per realizzare del caso una pista di aviazione.
Una volta consolidato il perimetro e respinti i contrattacchi tedeschi, le forze francesi, il cui afflusso era previsto a partire dal giorno successivo allo sbarco (D+1), sarebbero passate attraverso l'ala sinistra del VI Corps e avrebbero piegato a ovest per andare a liberare Tolone e Marsiglia: ci si attendeva di liberare la prima città entro il giorno D+20 e la seconda entro il D+40 o D+45 (ovvero il 25 settembre). Cosa fare successivamente era oggetto di una pianificazione meno accurata, in quanto ritenuto un tema non pressante: piani di massima prevedevano che il VI Corps avanzasse fuori dalla testa di ponte, non prima del 15 ottobre circa, e muovesse a nord lungo la valle del Rodano in direzione di Lione, che sarebbe stata probabilmente raggiunta a metà novembre. Dopo incoraggianti rapporti di intelligence, che segnalavano possibili segni di cedimento nelle forze nemiche nel sud della Francia e la presenza di un'unica divisione di riserva tedesca alle spalle della spiaggia, pochi giorni prima dell'avvio degli sbarchi si fece strada l'idea di lanciare una puntata offensiva dal fianco destro del VI Corps verso nord in direzione di Grenoble o verso ovest in direzione di Avignone. Per sfruttare rapidamente qualunque improvviso collasso delle difese nemiche Truscott decise quindi di costituire una forza meccanizzata ad hoc agli ordini del vice comandante del VI Corps, generale Frederic B. Butler: la "Task Force Butler" si componeva di uno squadrone di cavalleria blindata da ricognizione, un battaglione di carri armati, un battaglione di fanteria motorizzata e un gruppo di artiglieria campale.

### Tedeschi

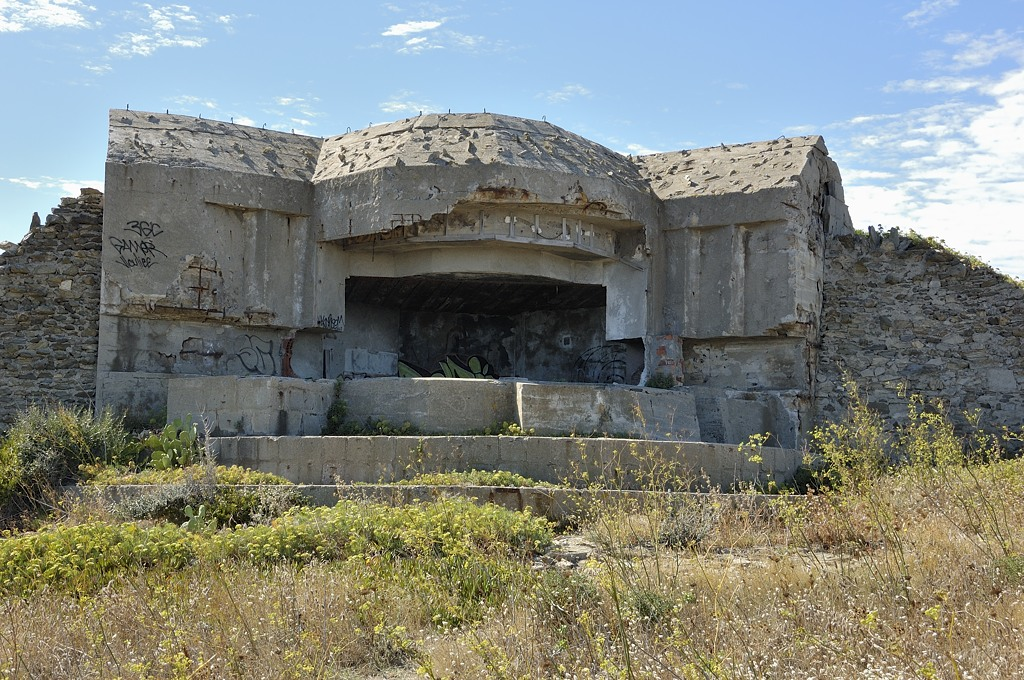
Veduta odierna di un bunker tedesco costruito lungo la costa mediterranea della Francia

L'alto comando tedesco attendeva da tempo il lancio di un'importante operazione anfibia nel Mediterraneo, per quanto fosse incerto se l'azione sarebbe stata diretta ad appoggiare l'attacco anfibio attraverso la Manica o se fosse stata una manovra aggirante del fronte italiano a modello di Anzio: nel giugno 1944 l'alto comando tedesco stimava in un 50% le probabilità di un attacco alleato nel golfo di Genova, in un 40% quelle di un attacco nella Francia meridionale e in un 10% quelle di un attacco nel nord dell'Adriatico. Già dalla metà di giugno l'OB West si era reso conto che lo stallo in Normandia si sarebbe presto risolto a favore degli Alleati, e aveva avanzato le prime proposte di una ritirata generale delle truppe dalla Francia per difendere i confini della Germania; il coinvolgimento di diversi alti ufficiali di stanza a Parigi nel fallito attentato a Hitler del 20 luglio 1944 portò a un clima di sospetto e paranoia verso le attività dell'OB West, e l'ordine di tenere ogni chilometro di territorio rimase in vigore. Per le forze dell'Heeresgruppe G di Blaskowitz la situazione iniziò a farsi fosca alla fine di luglio 1944: sfondato il fronte in Normandia, la Third United States Army piegò a est e avanzò parallelamente al corso della Loira in direzione della Senna, minacciando sia di intrappolare le restanti forze tedesche in Normandia che di tagliare le linee di comunicazione con la Germania dell'Heeresgruppe G. Ai primi di agosto Blaskowitz propose un'immediata ritirata di tutte le sue forze dalla Francia centrale e meridionale: la 1. Armee doveva essere schierata sulla Senna per fermare lo sfondamento degli statunitensi, mentre la 19. Armee doveva ripiegare nella zona di Digione e crearvi una linea di difesa avanzata prima del confine franco-tedesco; la proposta venne respinta dall'alto comando, che su pressione di Hitler decise invece di impiegare tutte le riserve disponibili per lanciare, il 7 agosto, un contrattacco per tamponare la falla aperta in Normandia (operazione Lüttich). Ad ogni modo, Blaskowitz andò avanti con la pianificazione della ritirata generale delle sue truppe: in particolare, il generale decise che in caso di sbarco alleato la sua unica riserva mobile, l'11. Panzer-Division, non sarebbe stata lanciata in alcun contrattacco alle spiagge dell'invasione ma sarebbe stata impiegata come forza di copertura per proteggere la ritirata generale dei tedeschi.
Nel frattempo, gli ordini per la 19. Armee di Wiese erano di difendere la costa sud della Francia fino all'ultimo uomo. L'area di Marsiglia e Tolone era stata fortificata dai francesi nel corso dei secoli, e dopo la loro occupazione i tedeschi avevano ulteriormente potenziato le difese; la costa del Var era invece meno difesa: durante la loro occupazione gli italiani avevano costruito fortificazioni non particolarmente robuste, e ai tedeschi mancava tempo, risorse e manodopera per migliorarle sensibilmente. Hitler ordinò che venisse realizzata una linea di solide fortificazioni costiere da Cerbère a Mentone (il cosiddetto "vallo Mediterraneo"), e in particolare che l'artiglieria costiera venisse alloggiata in imponenti bunker in cemento armato in modo che fosse protetta dai bombardamenti aerei e navali degli Alleati; entro agosto era stato realizzato nel sud della Francia circa il 78% dei bunker per l'artiglieria previsti, ma la cosa fu controproducente: i bunker proteggevano i cannoni, ma consentivano di puntare i pezzi solo verso il mare e non anche verso l'entroterra. Solo un 50% delle altre opere fortificate venne realizzato in tempo per lo sbarco: la forma più frequente di bunker per la fanteria era la Panzerturm, una torretta smontata da un carro armato obsoleto e rimontata su una base di calcestruzzo; il resto delle fortificazioni erano solo trincee con ripari in legno. Gli ostacoli sulle spiagge erano pochi, ma nell'entroterra erano stati realizzati vasti campi minati. La densità delle truppe era molto bassa: le divisioni della 19. Armee coprivano in media un fronte di 56 chilometri ciascuna (più di cinque volte l'ampiezza raccomandata per una difesa efficace), ma nel caso della 242. Infanterie-Division nel Var l'ampiezza del fronte raggiungeva i 90 chilometri. In media vi era un cannone ogni chilometro di costa, ma l'artiglieria tendeva in effetti a concentrarsi attorno ai porti e a diradarsi notevolmente nelle zone lontano da essi.
Ai primi di agosto i servizi di intelligence tedeschi davano per imminente uno sbarco alleato in Provenza; il 10 agosto ricognizioni della Luftwaffe sui porti dell'Algeria segnalarono l'avvio dell'imbarco di grossi contingenti di truppe, mentre il 13 agosto gli aerei tedeschi avvistarono un grosso convoglio a sud della Corsica con rotta verso nord. Per quella data Blaskowitz e Wiese si erano ormai convinti correttamente che la zona di sbarco più probabile sarebbe stata a est di Tolone, e avevano avviato alcune contromisure: due delle divisioni di fanteria schierate a ovest del Rodano ricevettero l'ordine di spostarsi sulla sponda orientale del fiume, mentre nel pomeriggio del 13 agosto Blaskowitz ordinò all'11. Panzer-Division di spostarsi dalla zona di Tolosa a quella di Nîmes per attraversare il Rodano e portarsi ad Arles.

## L'operazione

### Azioni preliminari

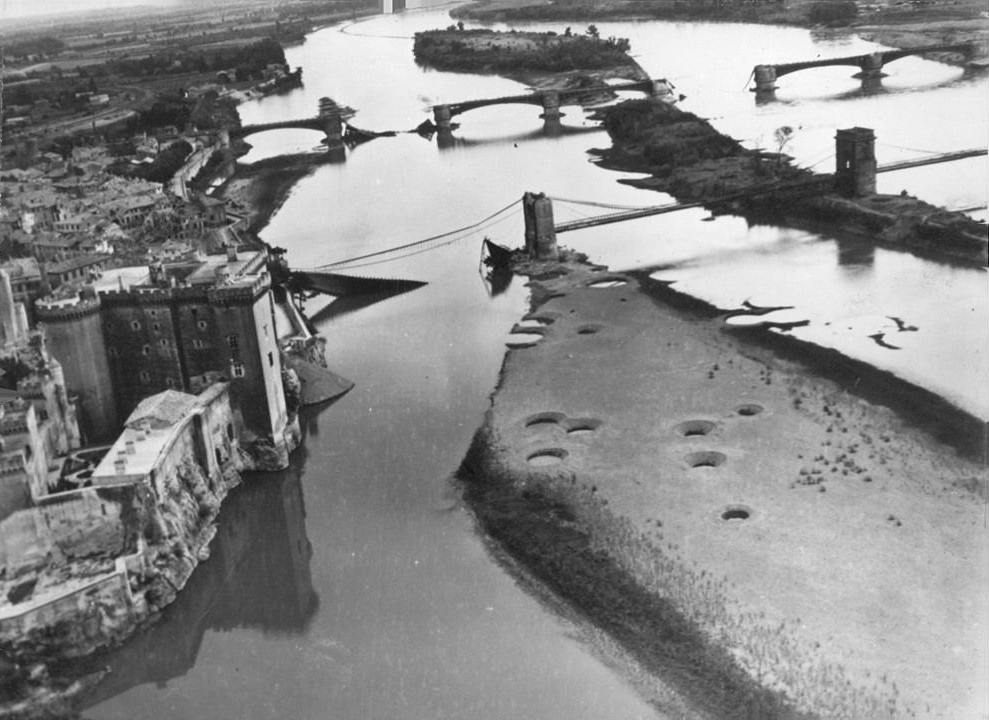
I ponti sul Rodano a Tarascona distrutti dai bombardamenti aerei degli Alleati

La campagna aerea preliminare nel sud della Francia ebbe inizio ai primi di luglio, concentrandosi inizialmente in attacchi alle vie di comunicazione e in lanci di armi a favore dei partigiani; dal 10 agosto iniziarono gli attacchi diretti alle fortificazioni costiere e agli impianti radar tedeschi lungo tutta l'area compresa tra Sète e Genova, azioni che videro circa 5400 sortite dei velivoli alleati con il lancio di 6400 tonnellate di bombe. Gli effetti dei bombardamenti furono amplificati dai sabotaggi messi in atto dai partigiani, scatenati alla massima forza: entro il 15 agosto erano stati distrutti 37 ponti (compresi cinque dei sei ponti principali sul Rodano), le linee ferroviarie della zona erano state interrotte in oltre quaranta punti, e le linee telefoniche e telegrafiche erano completamente saltate, al punto che il quartier generale dell'Heeresgruppe G a Tolosa riusciva a comunicare solo sporadicamente con l'OB West a Parigi. L'aggressività dei partigiani divenne tale che i tedeschi riuscivano a spostarsi fuori dalle città solo riuniti in gruppi numerosi e bene armati.
Mentre la flotta di invasione andava ammassandosi davanti al litorale del Var, nelle ore che precedettero l'alba del 15 agosto furono condotte missioni diversive per sviare i tedeschi circa il luogo dello sbarco: una flottiglia di motosiluranti si diresse davanti a Genova, un cacciatorpediniere e alcune unità leggere statunitensi manovrarono davanti a La Ciotat e alcune cannoniere britanniche bombardarono Antibes; le unità simularono manovre di sbarco e trainarono riflettori dei segnali radar appesi a palloni aerostatici, in modo da apparire sugli schermi tedeschi come se fossero una grande flotta. Verso le 04:00 cinque aerei da trasporto della RAF rilasciarono una nube di chaff per accecare la rete radar tedesca, per poi lanciare una serie di manichini appesi a paracadute e generatori di rumore per simulare un lancio di paracadutisti nella zona di La Ciotat. L'efficacia di questi stratagemmi fu tuttavia piuttosto bassa, e pochi specialisti radar e comandanti tedeschi si lasciarono ingannare.

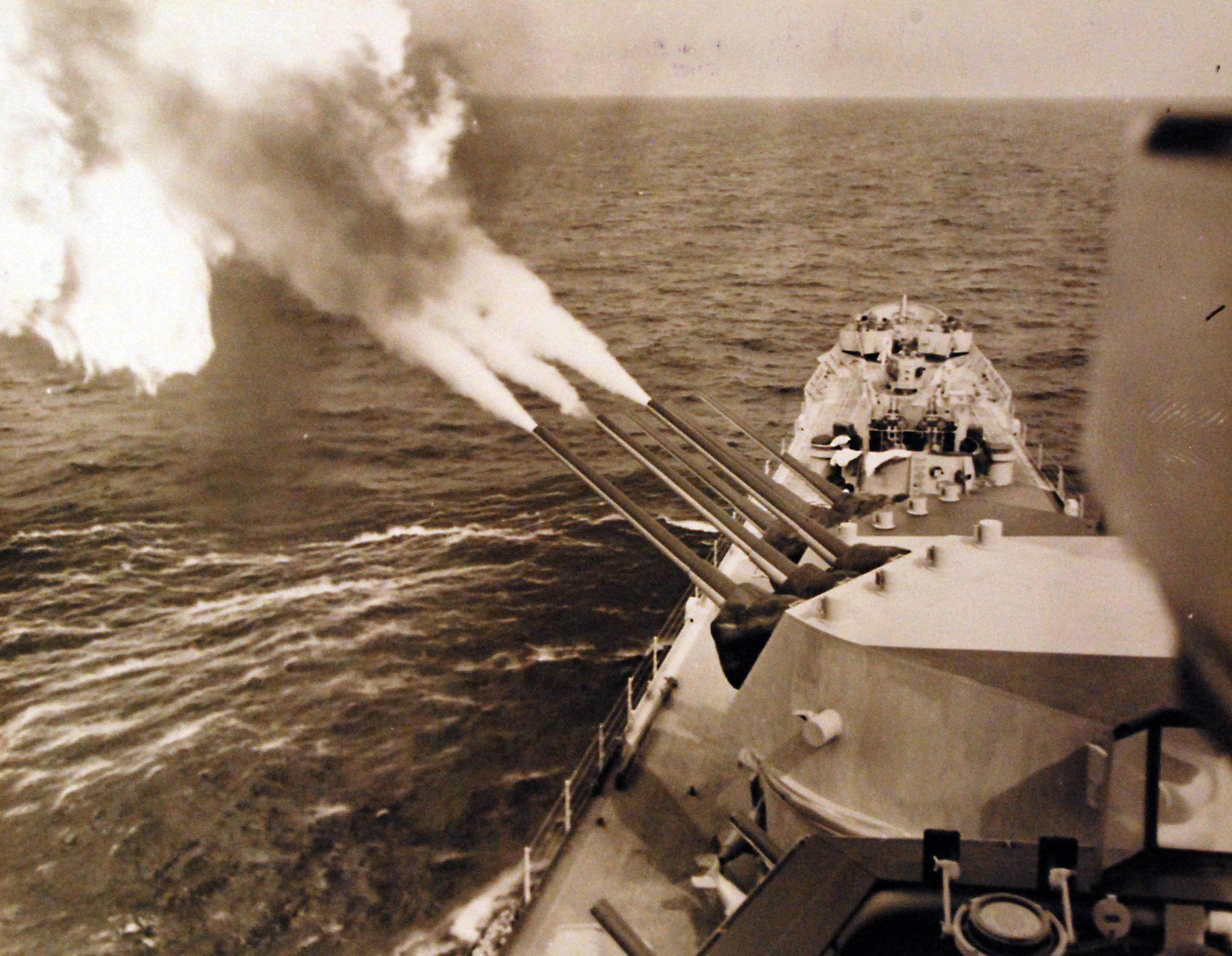
Le bocche da fuoco dell'incrociatore in azione durante il bombardamento finale delle difese tedesche nelle zone di sbarco di Dragoon

Intorno alle 00:30 del 15 agosto la First Special Service Force assaltò le isole lungo il fianco occidentale della zona di invasione, scendendo a terra lungo tratti di costa rocciosi dopo essersi avvicinata a bordo di gommoni. Due reggimenti della FSSF sbarcarono sull'isola di Levant, ma l'azione fu inutile: la batteria di artiglieria tedesca qui segnalata si rivelò essere solo un simulacro costruito per sviare la ricognizione. La piccola guarnigione tedesca si asserragliò in un convento fortificato ma capitolò la sera di quello stesso 15 agosto, dopo aver lasciato 25 morti sul terreno e 110 prigionieri in mano agli Alleati. Il terzo reggimento della FSSF assaltò alla stessa ora l'isola di Port Cross, trovando una resistenza più determinata: gran parte dell'isola fu catturata il primo giorno, ma la guarnigione tedesca si trincerò in un vecchio forte francese e tenne duro nonostante i bombardamenti delle navi al largo; solo nella tarda mattinata del 17 agosto, dopo che la nave da battaglia HMS Ramillies si fu avvicinata per bombardare la postazione a distanza ravvicinata con i suoi cannoni da 381 mm, i tedeschi capitolarono lasciando 10 morti e 105 prigionieri in mano agli Alleati. Le perdite della FSSF ammontarono a 15 morti e 75 feriti. Nel frattempo, intorno alle 00:45 del 15 agosto, circa 80 Commandos d'Afrique della Romeo Force sbarcarono a Cap Nègre su fianco occidentale della futura testa di ponte: nonostante la forte corrente che spinse i mezzi da sbarco fuori rotta, i commando francesi assaltarono con successo le postazioni fortificate tedesche e catturarono l'artiglieria qui collocata, bloccando poi la strada costiera; respinto un contrattacco nemico sferrato alle 11:00 e inviato un distaccamento a occupare La Môle a circa tre chilometri nell'interno, i commando furono raggiunti dai reparti statunitensi alle 13:00. L'azione dei Commandos d'Afrique della Rosie Force sul fianco orientale fu invece un fallimento: 67 commando scesero a terra alle 01:40 sulla costa a sud di Théoule-sur-Mer, ma quando cercarono di spostarsi verso l'interno finirono dentro un campo minato posato di recente; scoperti dai tedeschi, furono circondati e costretti ad arrendersi.

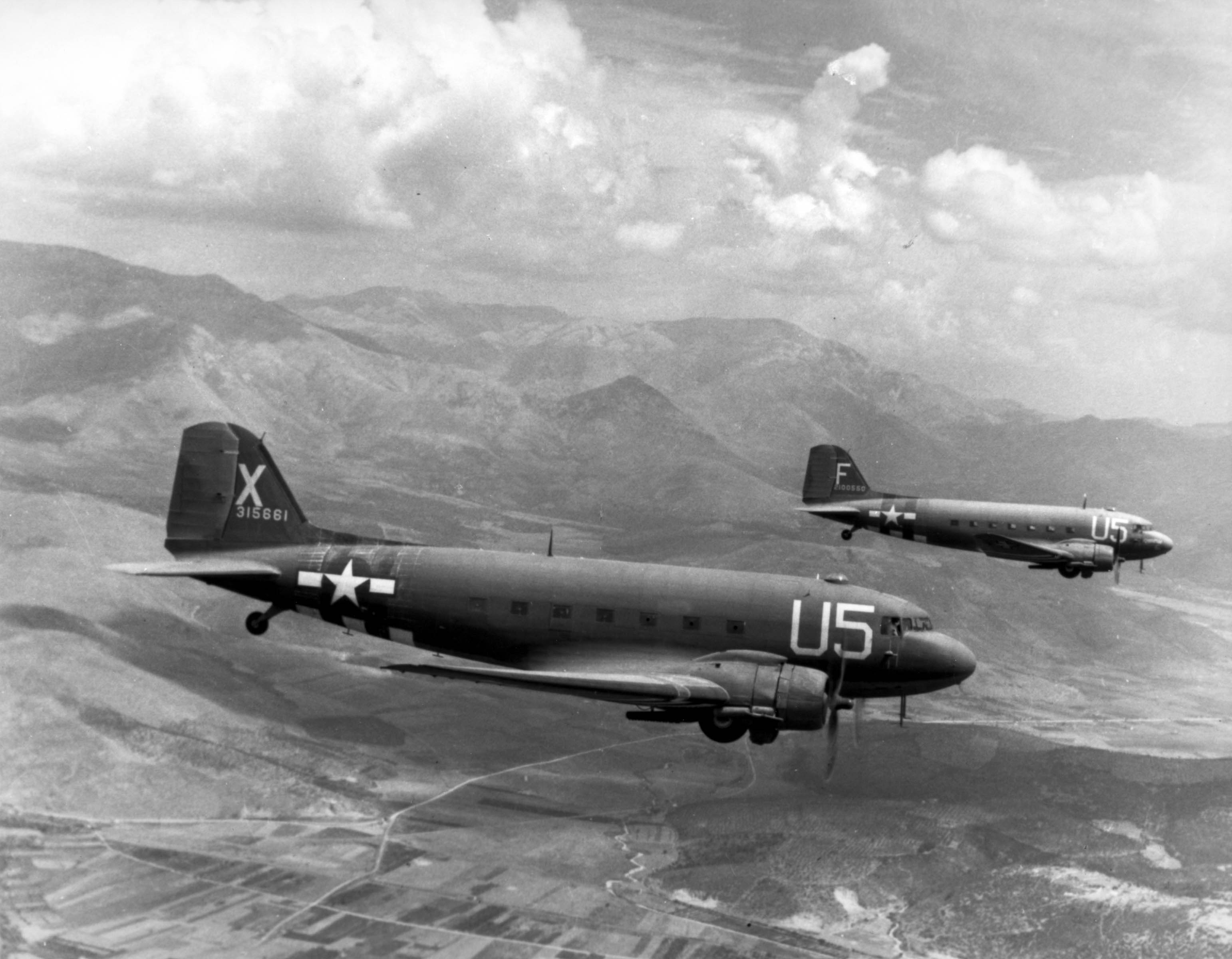
Due aerei da trasporto C47 statunitensi in volo sulla Francia meridionale durante i lanci dei paracadutisti dell'operazione Dragoon

Intorno alle 03:30 gli aerei da trasporto iniziarono a lanciare gli esploratori paracadutisti che dovevano contrassegnare le zone di lancio per la 1st Airborne Task Force attorno a Le Muy. Gli aerei trovarono la zona immersa in una fitta nebbia e dovettero stimare approssimativamente la loro posizione: il risultato fu che solo tre delle nove squadre di esploratori (tutte britanniche) riuscirono a scendere nei punti previsti, le altre finirono disperse a distanze comprese tra otto e tredici chilometri dalle zone di lancio. La 1st Airborne Task Force iniziò i suoi lanci alle 04:30, con 396 aerei divisi in dieci ondate che trasportavano 5600 paracadutisti e 150 cannoni smontati; la nebbia e la mancanza di contrassegni sulle zone di atterraggio resero il lancio alquanto sparpagliato: solo un 40% dei reparti statunitensi atterrò entro un chilometro dal punto previsto, percentuale che nei reparti britannici, pure assistiti dagli esploratori, raggiunse un 60% circa. Quando, alle 06:00, arrivò l'alba, solo un 60% degli uomini delle prime ondate di paracadutisti si era radunato nei punti previsti attorno a Le Muy; gli ultimi dispersi riuscirono a ricongiungersi ai loro reparti solo sei giorni dopo il lancio. Gli arrivi dei primi alianti alle 08:15 furono ostacolati anch'essi dalla nebbia, e la maggior parte degli aerei che li rimorchiavano tornò indietro senza sganciarli; l'arrivo del quartier generale della 1st Airborne Task Force, sempre trasportato dagli alianti, iniziò alle 09:30 con un'ora di ritardo. La nebbia rimase persistente per tutto il giorno, ma con la luce del giorno e gli esploratori ora in posizione i lanci del pomeriggio furono molto più precisi: alle 18:00 gli aerei lanciarono praticamente alla perfezione altri 736 paracadutisti statunitensi, mentre l'atterraggio, a partire dalle 18:10, di circa 335 alianti raggiunse una precisione del 90% circa. In totale, gli Alleati sbarcarono dall'aria poco più di 9000 uomini (6400 paracadutisti e 2600 truppe su alianti), con 213 cannoni e 221 veicoli leggeri.
In prossimità delle zone di lancio erano presenti solo poche pattuglie della polizia militare tedesca, e il grosso delle perdite registrate dai reparti aviotrasportati durante lo sbarco fu causato da incidenti: si ebbero 16 morti e 37 feriti tra i piloti degli alianti, mentre 80 paracadutisti e 150 truppe trasportate dagli alianti subirono ferite invalidanti. La dispersione dei lanci ritardò la cattura degli obiettivi previsti, per quanto ebbe l'effetto positivo di distrarre i tedeschi e convincerli che una forza di ben più numerose dimensioni fosse stata lanciata nelle loro retrovie. Gli aviotrasportati si assicurarono il terreno elevato a est di Le Muy lungo entrambe le sponde del fiume Angers, liberando una serie di villaggi e contrastando piccoli gruppi di rinforzi tedeschi che arrivarono nel pomeriggio; la stessa Le Muy tuttavia era occupata da un battaglione di trasporti tedesco, e gli attacchi dei paracadutisti britannici e statunitensi furono respinti per tutto il primo giorno. I lanci dei paracadutisti isolarono il quartier generale del LXII. Armeekorps, collocato a Draguignan sette chilometri a nord-ovest di Le Muy: come risultato, il generale Neuling non fu più in grado di comunicare né con il comando della 19. Armee né con le divisioni che, sulle spiagge, stavano per affrontare lo sbarco degli Alleati. Il ricongiungimento tra gli aviotrasportati e le truppe della 45th Division sbarcate dal mare si ebbe infine alle 20:30 di quello stesso 15 agosto.

### Gli sbarchi

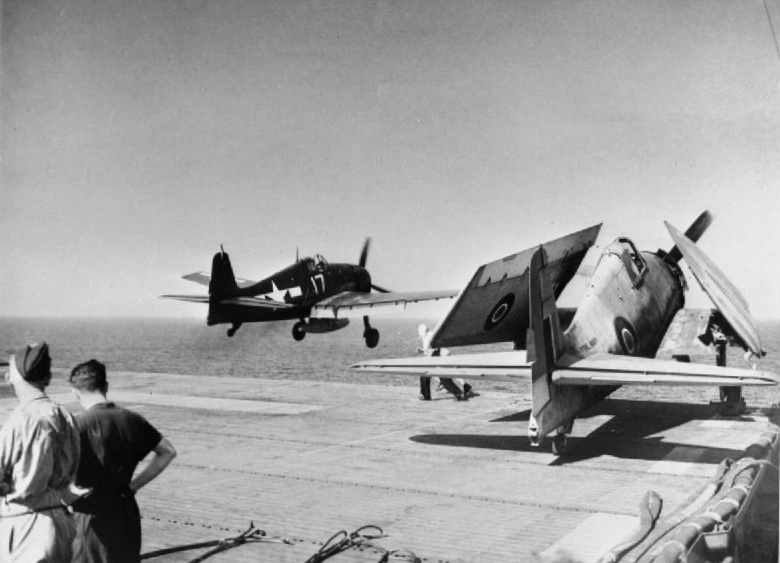
Il decollo di un caccia Grumman F6F Hellcat dal ponte di una portaerei britannica durante gli sbarchi

A partire dalle 05:50 del 15 agosto le forze aeree alleate iniziarono a martellare le difese tedesche nella zona di sbarco, con 900 attacchi di cacciabombardieri e 385 attacchi di bombardieri medi; nebbia e nubi basse ostacolarono anche queste operazioni: l'interdizione del campo di battaglia si rivelò efficace, ma pochi degli attacchi diretti alle postazioni di artiglieria andarono a segno. Ai velivoli si unirono i cannoni delle navi al largo, per quanto inizialmente facendo fuoco a stima a causa della copertura degli obiettivi data dalle nubi e dal fumo dei bombardamenti aerei; dopo le 07:30 la visibilità migliorò e il fuoco dei cannoni divenne più preciso: furono neutralizzati le principali difese sulle spiagge nonché distrutti gli ostacoli all'approdo dei mezzi da sbarco, per quanto il bombardamento non riuscì a distruggere la maggior parte dei campi minati posati dai tedeschi. I dragamine iniziarono ad aprire corridoi sicuri per i mezzi da sbarco a partire dalle 03:00, mentre le navi da trasporto andavano radunandosi nei punti previsti al largo delle spiagge; alle 07:15 alcune imbarcazioni cariche di esplosivo e pilotate a distanza furono inviate a far saltare gli ultimi ostacoli di calcestruzzo posti al largo delle spiagge, poi mezzi da sbarco carichi di lanciarazzi si avvicinarono per il bombardamento finale.
Nel settore Alpha, i reparti di testa della 3rd Division toccarono terra poco prima delle 08:00 unitamente ad alcuni carri armati M4 Sherman in configurazione anfibia. La difesa tedesca era rappresentata da un Ost-Bataillon alquanto demotivato della 242. Infanterie-Division, che sparò solo pochi colpi di armi leggere prima di iniziare ad arrendersi in massa; la minaccia maggiore furono le mine, e due mezzi da sbarco affondarono davanti alla spiaggia con un bilancio di 60 morti tra i reparti imbarcati. Consolidate le posizioni sulla spiaggia i reparti si spinsero nell'interno, incontrando una certa opposizione vicino Cavalaire-sur-Mer che fu piegata verso le 10:30, mentre alle 14:00 l'interno della penisola di Saint-Tropez era stato ripulito dal nemico; due battaglioni si spinsero in direzione dell'abitato di Saint-Tropez, solo per scoprire che la città era stata in buona parte già liberata da una brigata di partigiani francesi a cui si erano unite due compagnie di paracadutisti statunitensi lanciate per errore nelle vicinanze. Gli ultimi tedeschi asserragliati nella cittadella medievale di Saint-Tropez si arresero alle 15:30, e in totale la 3rd Division catturò 1627 prigionieri nel corso del primo giorno. Anche l'attacco della 45th Division nel settore Delta, iniziato alle 08:00, incontrò scarsa opposizione: la zona era difesa da un battaglione e una batteria di artiglieria costiera della 242. Infanterie-Division, ma quando i mezzi da sbarco si avvicinarono alla riva furono accolti solo dal fuoco di un solitario cannone da 75 mm e di una postazione di mortai, unici sopravvissuti al bombardamento preliminare; entrambi furono ben presto messi a tacere dal fuoco dei cacciatorpediniere di appoggio, poi i tedeschi iniziarono ad arrendersi in massa. La guarnigione di Sainte-Maxime offrì un po' più di resistenza, ma capitolò alle 15:30 dopo un nuovo bombardamento navale; le unità statunitensi iniziarono subito ad addentrarsi sui rilievi del Massiccio dei Maures per andare a ricongiungersi ai paracadutisti a Le Muy, spingendosi in avanti per circa quattro chilometri e incontrando una resistenza trascurabile. Sul fianco destro dello sbarco, punti di resistenza tedeschi intorno a Saint-Aygulf bloccarono invece l'avanzata statunitense fino a sera.

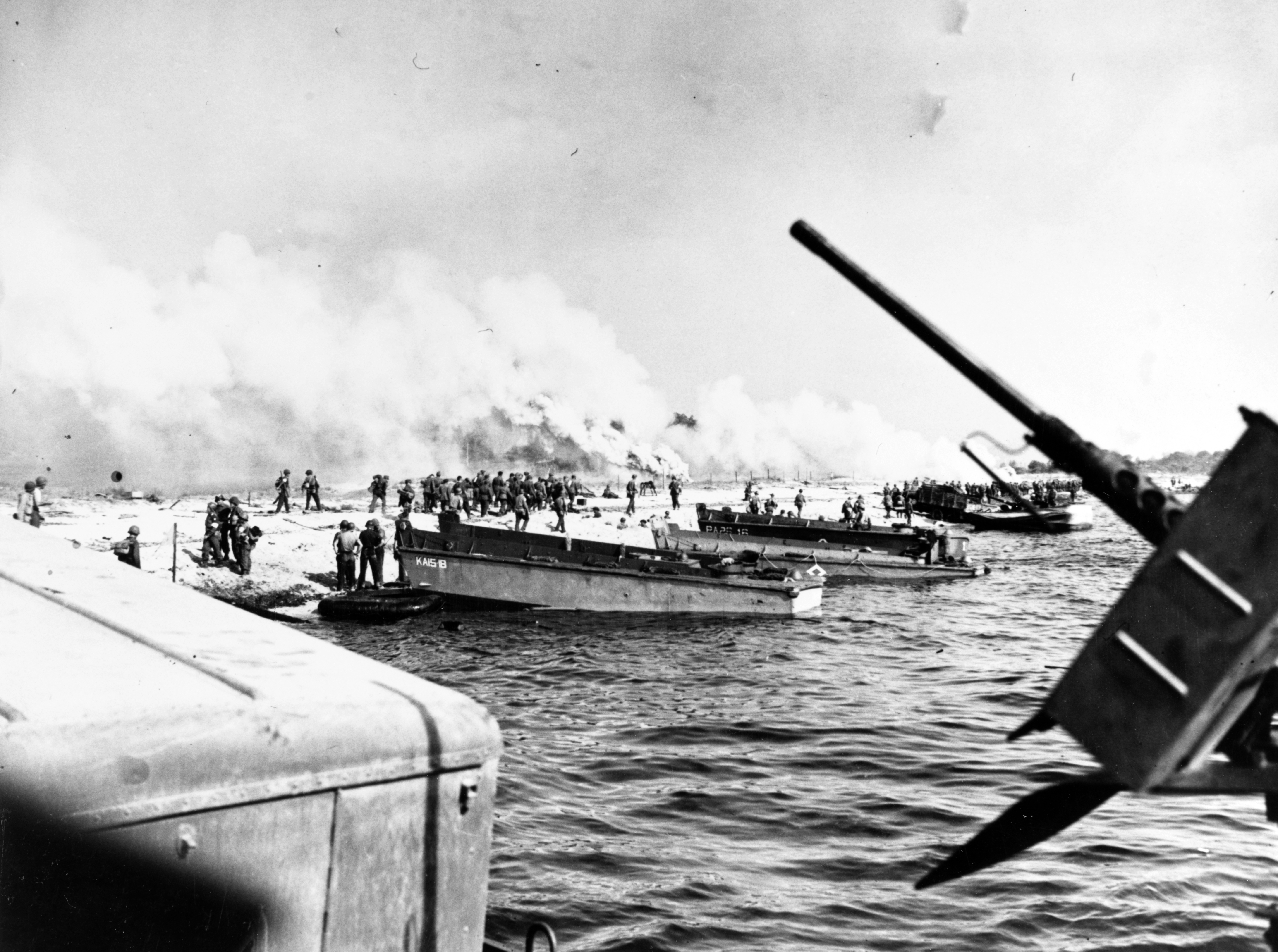
Mezzi da sbarco LCVP statunitensi spiaggiati nella baia di Cavalaire

Le cose furono un po' più complicate nel settore Camel. La scelta del golfo di Fréjus come zona di sbarco fu alquanto infelice: la spiaggia pianeggiante che conduceva nella valle del fiume Argens e la presenza del piccolo porto di Saint-Raphaël rendevano la zona un obiettivo ovvio per uno sbarco, e tanto gli italiani quanto i tedeschi vi avevano realizzato importanti difese fortificate. Il golfo era protetto da sei batterie di cannoni da 149/19 di origine italiana (e in parte ancora serviti da artiglieri italiani), collocate tre a ovest e tre a nord-est dell'abitato di Fréjus, nell'interno alle spalle di Saint-Raphaël; a ovest del golfo, a Saint-Aygulf, vi era una batteria tedesca con quattro cannoni da 75 mm in casematte, mentre a est, a Cap du Dramond, la Kriegsmarine armava una batteria di tre cannoni da 150 mm alloggiati in bunker. Ad Anthéor nell'interno vi era una batteria antiaerea della Luftwaffe con una dozzina di cannoni da 8,8 cm FlaK. Saint-Raphaël era difesa da un battaglione di fanteria della 242. Infanterie-Division suddiviso in vari capisaldi dotati di bunker, con un secondo battaglione di fanteria e un battaglione anticarro nei dintorni di Fréjus; il litorale a est di Saint-Raphaël era invece difeso da un Ost-Batallion della 148. Reserve-Division. Due reggimenti della 36th Division iniziarono lo sbarco alle 08:00 sulle spiagge Camel Green e Camel Blue, sui due lati del promontorio di Cap du Dramond: la resistenza dell'Ost-Batallion della 148. Reserve-Division si sgretolò non appena gli statunitensi toccarono terreno ma l'artiglieria tedesca cannoneggiò a lungo i reparti sbarcati, pur causando pochi danni essendo priva di osservatori che ne indirizzassero il tiro. Le forze statunitensi consolidarono rapidamente le loro posizioni sulle alture retrostanti la spiaggia, ma quando provarono a muovere su Saint-Raphaël per attaccare la città da dietro furono bloccate dalle postazioni fortificate tedesche.

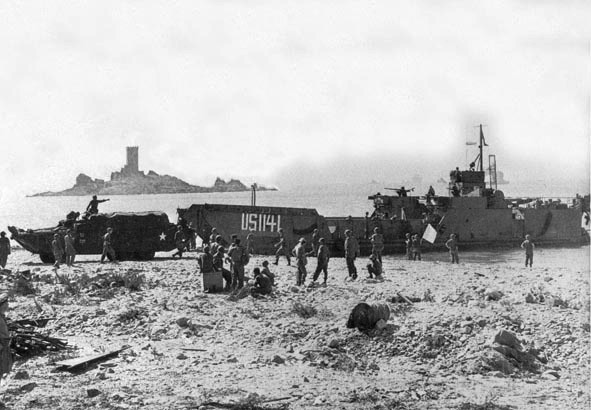
Lo sbarco sulla spiaggia du Dramont, a Saint-Raphaël

Il terzo reggimento della 36th Division doveva sbarcare nel primo pomeriggio a Camel Red, nel golfo di Fréjus. Alle 11:00 i dragamine che tentavano di ripulire la rotta di avvicinamento furono costretti a ritirarsi a causa del fuoco dell'artiglieria tedesca; alle 12:00 novanta bombardieri B-24 scaricarono 200 tonnellate di bombe direttamente sopra le postazioni tedesche del golfo, ma quando i dragamine tornarono alle 12:35 furono accolti ancora una volta da un forte fuoco di artiglieria. Nonostante un bombardamento preliminare di 45 minuti da parte delle navi alleate (una corazzata, due incrociatori e quattro cacciatorpediniere), quando alle 14:00 i mezzi da sbarco si portarono a sei chilometri dalla spiaggia furono subito oggetto di un intenso fuoco nemico; il capitano di vascello Leo Schulten, al comando della forza d'assalto, bloccò immediatamente l'operazione e chiese istruzioni al suo superiore, il comandante della TF87 contrammiraglio Spencer Lewis: quest'ultimo decise infine di annullare lo sbarco a Camel Red e le truppe furono dirottate a Camel Green dove sbarcarono incontrastate alle 15:15. La decisione di Schulten e Lewis fu poi criticata da Truscott in quanto causò ritardi nella progressione dei reparti, ma si ritiene che impedì il ripetersi di un altro sanguinoso massacro come quello di Omaha Beach durante lo sbarco in Normandia. Le perdite statunitensi registrate nel corso degli sbarchi del 15 agosto, per quanto difficili da definire con precisione, furono leggere: 95 morti e 385 feriti, mentre i prigionieri tedeschi catturati ammontarono a 2300. Secondo lo storico statunitense Samuel Eliot Morison, gli sbarchi erano stati «un esempio di un'operazione anfibia quasi perfetta dal punto di vista dell'addestramento, dei tempi, della cooperazione tra Esercito, Marina e Aeronautica, delle prestazioni e dei risultati».

### La reazione tedesca

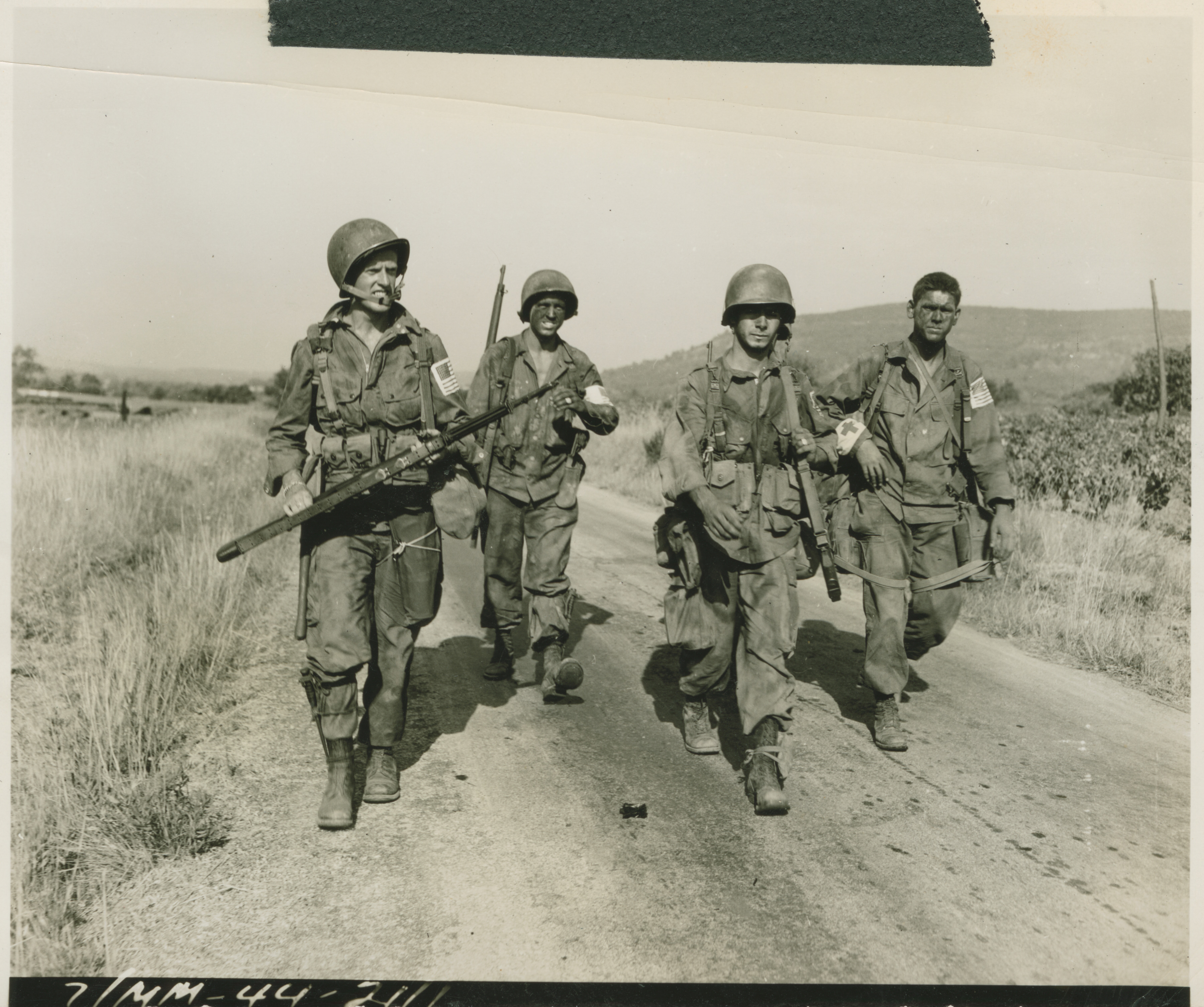
Paracadutisti statunitensi in marcia nella zona di Le Muy

I quartieri generali dell'Heeresgruppe G a Tolosa e della 19. Armee ad Avignone furono messi in allerta dalle manovre diversive alleate poco prima della mezzanotte del 15 agosto, ricevendo poi alle 04:30 rapporti di intelligence dal comando tedesco in Italia che segnalavano la partenza di aerei da trasporto carichi di paracadutisti. Rapporti preliminari circa i lanci attorno a Le Muy arrivarono ad Avignone intorno alle 06:00 ma, a causa della perdita dei contatti con il quartier generale del LXII. Armeekorps a Draguignan, Wiese ricevette notizie certe degli sbarchi solo alle 10:30. Dalle 08:00 in poi i sabotaggi dei partigiani interruppero del tutto le comunicazioni telefoniche tra il comando di Blaskowitz e quello di Wiese, mentre quelle radio si rivelarono alquanto precarie; in effetti, per tutto il 15 agosto Blaskowitz ricevette notizie dal fronte dell'invasione solo tramite l'OB West a Parigi, che a sua volta le riceveva dalla rete di comunicazioni navale della Kriegsmarine. Blaskowitz ordinò subito di ritirare truppe dalle coste occidentali e di instradarle in direzione della valle del Rodano: ufficialmente per preparare un contrattacco, in realtà per dare avvio a una ritirata generale. Nel frattempo, Wiese convocò il generale Richard von Schwerin, comandante della 189. Reserve-Division in corso di trasferimento dalla zona a ovest del Rodano, e gli ordinò di assemblare tutte le truppe in grado di muovere in un Kampfgruppe: abbastanza ottimisticamente, Wiese ordinò a Schwerin di avanzare lungo la valle dell'Argens, soccorrere il quartier generale del LXII. Armeekorps, distruggere i reparti aviotrasportati scesi a Le Muy e poi contrattaccare gli statunitensi sbarcati nel settore di Saint-Raphaël. Schwerin impiegò tutta la giornata del 15 agosto per mettere assieme battaglioni prelevati qui e là, fino a mettere in campo un reggimento piuttosto disorganizzato che si mise in marcia verso Le Muy alle 07:00 del 16 agosto. Mezz'ora dopo i tedeschi incapparono negli avamposti dei paracadutisti statunitensi a Les Arcs, dando inizio a una battaglia durata tutto il giorno: costantemente rinforzati da reparti e veicoli in arrivo dalle spiagge dello sbarco, gli statunitensi respinsero tutti gli attacchi e a sera il Kampfgruppe di Schwerin aveva perso metà delle truppe e la maggior parte dell'equipaggiamento pesante; approfittando del buio, i tedeschi si sganciarono e si ritirarono.
Il battaglione trasporti tedesco asserragliato a Le Muy aveva resistito per tutta la notte tra il 15 e il 16 agosto e la mattina seguente agli attacchi dei paracadutisti alleati, ma capitolò nel pomeriggio del 16 agosto una volta che in zona furono arrivati i carri armati aggregati alla 45th Division. Il quartier generale del LXII. Armeekorps a Draguignan non fu mai soccorso: un battaglione di paracadutisti statunitensi occupò il paese alle 23:00 del 16 agosto, catturando buona parte dello stato maggiore dell'unità; lo stesso generale Neuling venne catturato nel pomeriggio del 18 agosto mentre tentava di svicolare tra le linee nemiche. Per tutta la giornata del 16 agosto gli statunitensi si dedicarono a consolidare le loro posizioni lungo la Blue Line: la 3rd Division e i commando francesi sulla sinistra affrontarono reparti della 242. Infanterie-Division trincerati su terreno impervio, raggiungendo a sera i propri obiettivi di Gonfaron e Le Lavandou; al centro la 45th Division occupò le posizioni previste sul Massiccio dei Maures, ed entro il 17 agosto rilevò gli aviotrasportati nella valle dell'Argens. La 36th Division sulla destra occupò l'abitato di Saint-Raphaël alle 09:30 e quello di Fréjus alle 13:30, ma passò il resto del 16 agosto a eliminare nel corso di violenti combattimenti i reparti della 242. Infanterie-Division asserragliati nei bunker della zona; la 148. Reserve-Division inviò un battaglione da Cannes al contrattacco contro il fianco destro della 36th Division lungo la strada costiera, ma l'azione fu rapidamente respinta dagli statunitensi che si attestarono a La Napoule. A causa dello strapotere aereo alleato la Luftwaffe poteva azzardare solo qualche bombardamento mordi-e-fuggi sfruttando i periodi di crepuscolo, ma i risultati furono deludenti: l'unico successo fu ottenuto la sera del 15 agosto quando un bombardiere Do-217 affondò con un missile antinave una Landing Ship Tank nel settore Camel, causando una quarantina di vittime; gli Alleati avevano sviluppato sistemi di jamming per disturbare i sistemi di guida dei missili tedeschi e, dopo aver perso una mezza dozzina di velivoli in tre giorni senza altri risultati, la Luftwaffe rinunciò agli attacchi alla testa di ponte.
Il 16 agosto l'alto comando delle forze armate tedesche (Oberkommando der Wehrmacht o OKW) analizzò davanti a Hitler il fosco quadro della situazione in Francia: la controffensiva dell'operazione Lüttich in Normandia era fallita e, con l'avanzata della Third Army statunitense orami giunta alla linea della Senna, le principali unità tedesche nel nord della Francia rischiavano l'accerchiamento nella sacca di Falaise in via di formazione. L'annientamento delle forze tedesche in Normandia avrebbe reso impossibile la ritirata dell'Hereesgruppe G verso nord, e gli sbarchi dell'operazione Dragoon impedivano ora una ritirata dello stesso in direzione dell'Italia: i tedeschi erano davanti alla prospettiva di perdere buona parte delle loro forze a occidente e di lasciare sguarniti i confini a ovest della Germania. Capovolgendo in maniera inaspettata i suoi continui ordini a resistere a oltranza, quel 16 agosto Hitler diede infine con riluttanza l'autorizzazione ad attuare una ritirata strategica delle truppe tedesche, in pratica consentendo l'abbandono senza combattere di circa due terzi del territorio francese: l'Heeresgruppe G, in particolare, ricevette l'ordine di arretrare tutte le sue forze lungo la linea dei fiumi Senna, Yonne e Canal de Bourgogne, lasciando tuttavia forti guarnigioni nelle principali zone fortificate di sua competenza sulla costa dell'Atlantico nonché truppe a Marsiglia e Tolone per difendere le città il più a lungo possibile. L'ordine di ritirata tanto atteso da Blaskowitz fu trasmesso dall'OKW alle 09:40 del 17 agosto, sempre tramite la rete di comunicazione della Kriegsmarine che era l'unica a funzionare adeguatamente; il comando dell'Heeresgruppe G ricevette la prima parte dell'ordine, contenente le istruzioni per il ripiegamento della 1. Armee dalla costa dell'Atlantico, alle 11:15. La seconda parte dell'ordine, relativa al ripiegamento della 19. Armee, fu trasmessa dall'OKW alle 17:30, ma lo stato delle comunicazioni tedesche era tale che Blaskowitz la ricevette solo alle 11:00 del 18 agosto. Visto che le comunicazioni si erano svolte per radio, nel pomeriggio di quello stesso 18 agosto il servizio di decrittazioni di "Ultra" poté fornire al comando della Seventh Army statunitense in Provenza una trascrizione completa dei nuovi ordini tedeschi; Patch e Wiese si trovarono a ragionare sul nuovo stato della situazione praticamente in contemporanea.

### Oltre la testa di ponte

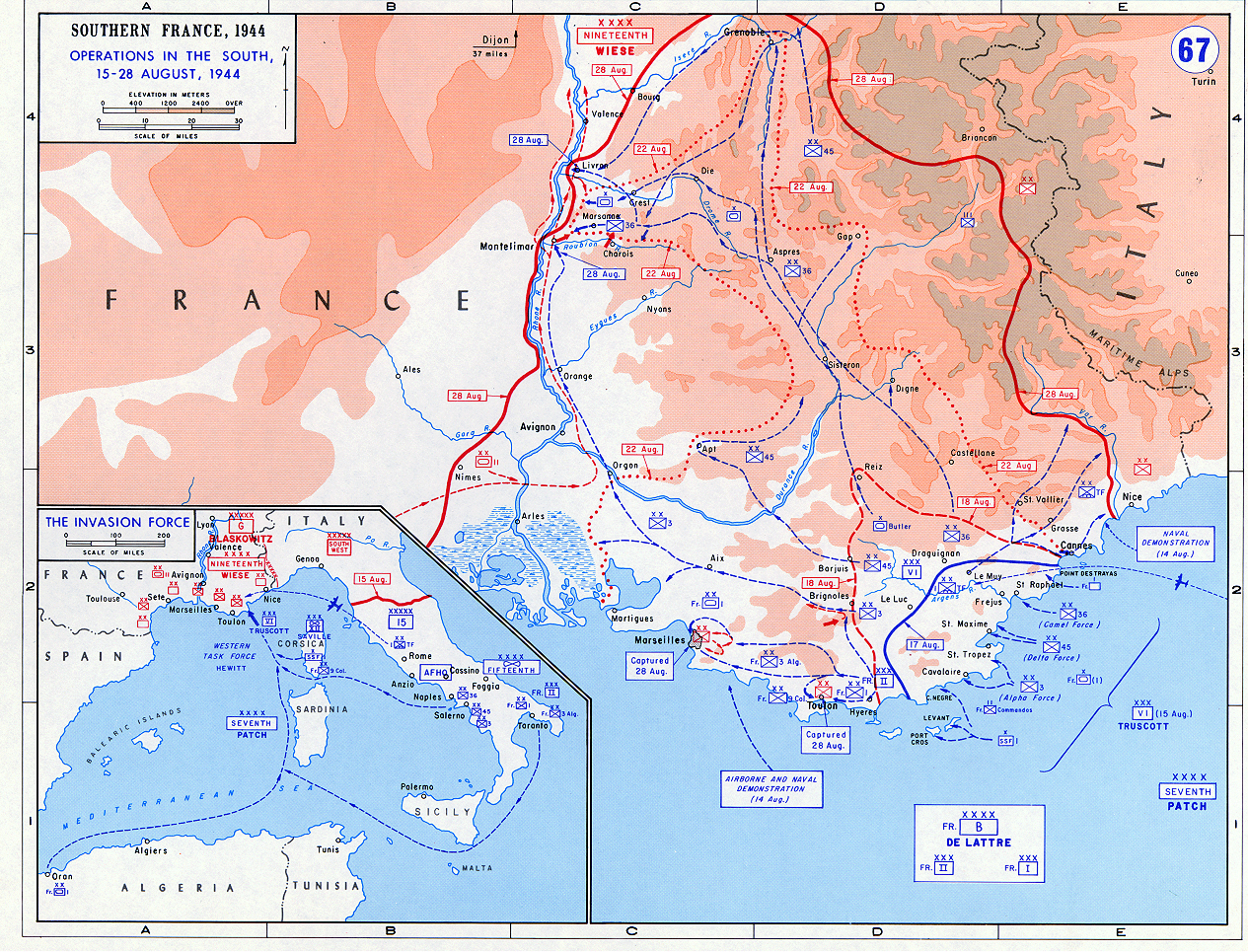
Carta delle operazioni nel sud della Francia tra il 15 e il 28 agosto 1944

Gli ordini relativi alla 19. Armee prevedevano di far ripiegare verso nord il IV. Luftwaffen-Feldkorps lungo la sponda occidentale del Rodano e il LXXXV. Armeekorps (cui erano stati uniti i resti del LXII. Armeekorps dopo la perdita dei contatti con il suo quartier generale a Draguignan) lungo la sponda orientale; i resti della 242. Infanterie-Division dovevano difendere Tolone fino all'ultimo, mentre Marsiglia sarebbe stata tenuta dalla 244. Infanterie-Division; le unità del LXII. Armeekorps rimaste a est della zona di invasione (la 148. e la 157. Reserve-Division) dovevano ripiegare in direzione dell'Italia e attestarsi sulle Alpi. Blaskowitz e Wiese speravano di poter mettere in atto una ritirata ordinata, ripiegando a scaglioni su linee difensive prestabilite, ma la situazione volse al peggio sin dal subito. Intuendo la debolezza del nemico, già il 17 agosto Truscott aveva dato ordine al VI Corps di spingersi oltre le posizioni prefissate della Blue Line: a ovest della testa di ponte la 3rd Division, i commando francesi e un Combat Command dell'appena sopraggiunta 1re DB risalirono le vallate dei fiumi Real Martin e Gapeau, infransero al resistenza di unità sparse della 242. Infanterie-Division e occuparono La Roquebrussanne il 18 agosto e Brignoles la mattina del 19 agosto; al centro, la 45th Division uscì fuori dalla zona di Le Luc - Vidauban e avanzò verso nord incontrando poca resistenza, raggiungendo Barjols il 18 agosto: l'avanzata sfondò la linea difensiva che la 19. Armee stava ancora cercando di formare, e portò avanti l'accerchiamento da nord di Tolone e Marsiglia. A est la 36th Division completò il rastrellamento della parte settentrionale della valle dell'Argens, spingendo unità da ricognizione verso nord e nord-est le quali non incontrarono alcuna resistenza significativa. Questi rapporti spinsero Truscott a far entrare in azione la sua forza di sfruttamento mobile, la TF Butler, la mattina del 18 agosto: dopo aver raggiunto la zona di Barjols seguendo il percorso della 45th Division, la task force proseguì verso nord avanzando di dieci chilometri fino a portarsi oltre il corso del fiume Verdon quel pomeriggio; il giorno successivo l'unità riprese la marcia verso nord-ovest, superò il corso del fiume Durance e prese le cittadine di Sisteron e Digne-les-Bains entro la fine della giornata. La resistenza tedesca fu quasi inesistente: a Digne i 400-500 membri della guarnigione tedesca (poliziotti e personale di retrovia), isolati e sotto assedio da parte dei partigiani francesi fin dal 14 agosto, si arresero poco dopo l'arrivo dei primi reparti statunitensi.

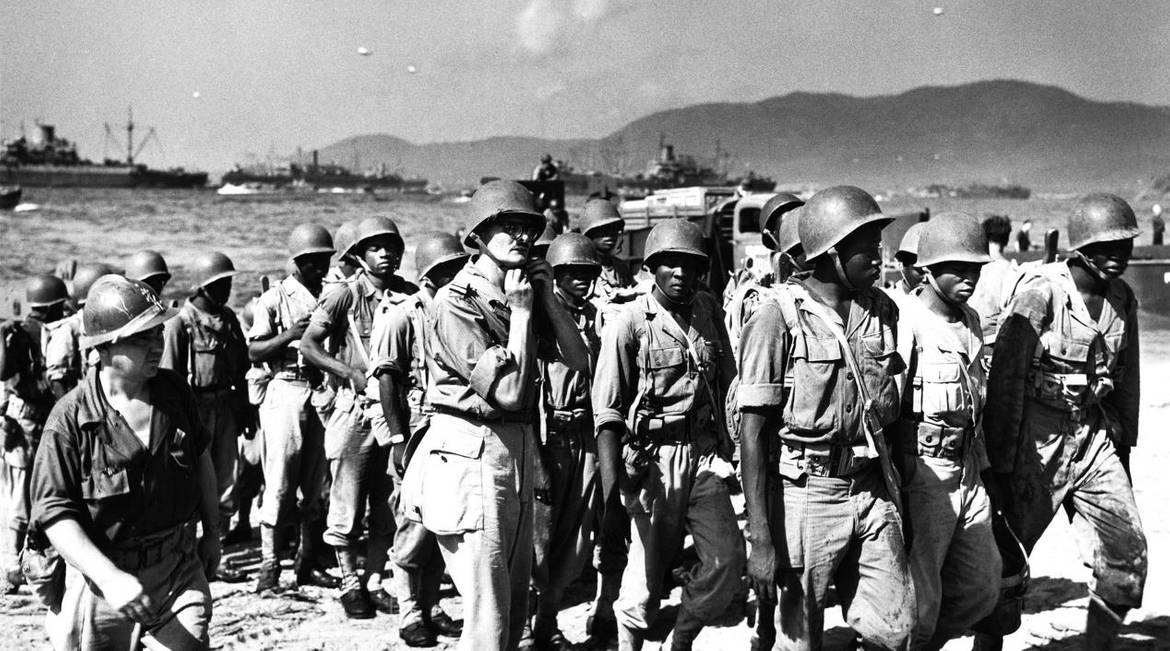
Soldati senegalesi delle truppe coloniali francesi sbarcano a Cavalaire il 18 agosto

La sera del 18 agosto Devers, Patch e de Lattre de Tassigny si incontrarono per stabilire un importante cambio dei piani alleati. Le decrittazioni fornite da "Ultra" non solo allontanavano qualsiasi timore di un imminente contrattacco alla testa di ponte alleata, ma indicavano che i tedeschi erano in piena ritirata lungo la valle del Rodano. Truscott stava insistendo con Patch perché le unità corazzate francesi venissero spostate sotto il suo comando in modo da affrettare l'inseguimento dei tedeschi in ritirata, ma Patch era preoccupato dalla situazione logistica, visto che lo sbarco dei rifornimenti nella testa di ponte non riusciva a tenere il passo dell'inaspettata rapidità dell'avanzata del VI Corps oltre la Blue Line. Oltre a rivendicare il diritto di tenere tutte le forze francesi sotto il suo comando, de Lattre insistette perché al 2e corps d'armée di de Larminat venisse consentito di portare avanti la sua missione originaria, ovvero catturare i porti di Tolone e Marsiglia e garantire così l'afflusso dei rifornimenti alle forze alleate; vista la situazione logistica in peggioramento, i piani originari vennero non solo riconfermati ma accelerati, in modo che i tedeschi non avessero il tempo per mettere in piedi una difesa organizzata dei porti. Il completamento dello sbarco del 2e corps d'armée, originariamente previsto per il 25 agosto, fu accelerato al massimo ed entro la notte del 18 agosto le truppe francesi erano quasi tutte a terra, anche se prive di metà dei veicoli e dell'equipaggiamento pesante previsto; contemporaneamente, Truscott ricevette l'ordine di inviare la 3rd Division ad Aix-en-Provence per proteggere il fianco settentrionale dell'attacco francese, mentre la 45th Division doveva spingersi oltre la Durance e la 36th Division marciare su Genoble sulla scia della TF Butler; la 1st Airborne Task Force, rinforzata dalla First Special Service Force, fu spostata sul lato orientale della testa di ponte con l'incarico di completare la liberazione della Costa Azzurra fino al confine franco-italiano.

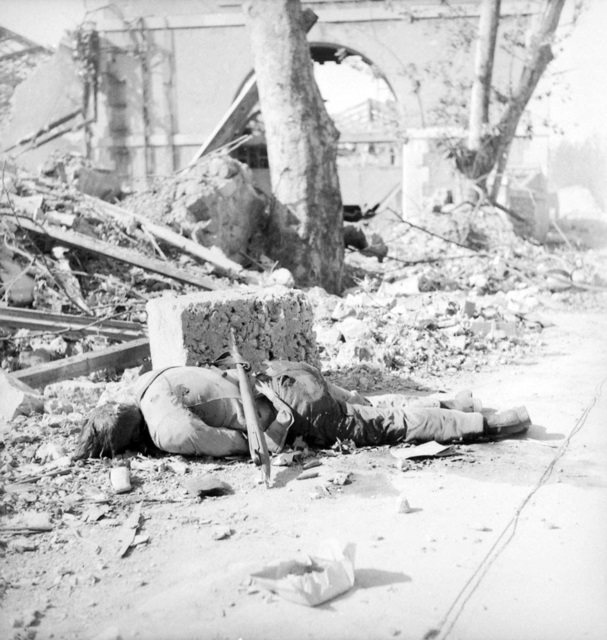
Un soldato tedesco ucciso durante gli scontri a Tolone

Il piano originario prevedeva di catturare i porti in successione, prima Tolone e poi Marsiglia, ma visto il rapido disfacimento della resistenza tedesca de Lattre e de Larminat misero in piedi un attacco generale su tutto il fronte. Il primo obiettivo era Hyères, nove chilometri a est di Tolone, verso cui mosse il 19 agosto un reggimento rinforzato della 1re DMI lungo la strada costiera: l'attacco sferrato il giorno seguente venne inizialmente bloccato dalla resistenza di un Ost-Battalion della 242. Infanterie-Division, attestato nelle postazioni fortificate intorno alla città ma, contemporaneamente, la 9e DIC aggirò Hyères occupando alcuni centri a nord-ovest, tra cui Solliès-Pont. La guarnigione di Hyères e della vicina isola di Porquerolles si arrese poi il 21 agosto, ma una batteria di artiglieria della Kriegsmarine a Cap de l'Esterel resistette fino al 23 agosto nonostante numerosi bombardamenti delle navi al largo. Tolone, città pesantemente fortificata e da cui la popolazione civile era stata evacuata a forza, era difesa da circa 18000 tedeschi tra soldati, marinai e avieri agli ordini dell'ammiraglio Heinrich Ruhfus; dopo aver isolato al città nel corso del 20 agosto, il giorno seguente la 3e DIA lanciò i primi assalti alle difese tedesche asserragliate lungo una catena di vecchi forti costruiti dai francesi, rinnovando l'azione il 22 e 23 agosto dopo aver ricevuto rinforzi dalla 1re DIM e dalla 9e DIC. Superata la catena di forti che proteggeva la Tolone da nord, nel pomeriggio del 23 agosto i primi reparti francesi fecero il loro ingresso nel centro della città, e il giorno seguente i capisaldi tedeschi iniziarono ad arrendersi uno dopo l'altro; l'ammiraglio Ruhfus, asserragliato con gli ultimi reparti nelle fortificazioni della penisola di Saint-Mandrier, si arrese infine la mattina del 28 agosto dopo una serie di pesanti bombardamenti: circa 17000 tedeschi finirono prigionieri, mentre le perdite francesi nella battaglia di Tolone ammontarono a 2700 morti e feriti.
Nel mentre, un reggimento distaccato dalla 3e DIA stava procedendo verso Marsiglia insieme alle colonne corazzate della 1re DB. Il generale Hans Schaefer teneva la città con circa 13000 uomini della Wehrmacht; la città aveva fortificazioni dal lato di terra molto meno estese di quelle di Tolone, ma soprattutto aveva una popolazione di circa mezzo milione di persone esasperata dalla brutale occupazione tedesca e galvanizzata dalle notizie che provenivano da Parigi, dove il 19 agosto la Resistenza aveva fatto partire una sollevazione popolare. Dopo un'avanzata praticamente incontrastata, il 21 agosto i reparti francesi arrivarono nei sobborghi della città nelle vicinanze di Auriol; non appena si sparse la notizia, la mattina del 22 agosto a Marsiglia esplose una rivolta spontanea: i rivoltosi avevano poche armi, ma la guarnigione non era sufficientemente numerosa da poterli reprimere e, la mattina del 23 agosto, l'avanguardia della 3e DIA entrò in città dal lato orientale accolta dalle acclamazioni della folla, mentre i tedeschi ripiegavano nelle fortificazioni allestite dal lato del mare. Fallito un primo negoziato, i francesi fecero affluire in città il resto della 3e DIA liberato dall'assedio di Tolone, iniziando a espugnare i capisaldi tedeschi uno a uno; la resa formale di Schaefer avvenne infine la mattina del 28 agosto. La battaglia di Marsiglia costò ai francesi 1825 tra morti e feriti, mentre 11000 tedeschi furono fatti prigionieri. I tedeschi avevano demolito le strutture portuali e ingombrato la rada con mine e relitti di navi affondate, ma lavorando alacremente gli Alleati riaprirono il porto al traffico navale il 15 settembre; entro la fine di settembre Marsiglia era già in grado di ricevere oltre 100000 tonnellate di merci, salite in ottobre a 500000 tonnellate al mese.

### L'inseguimento

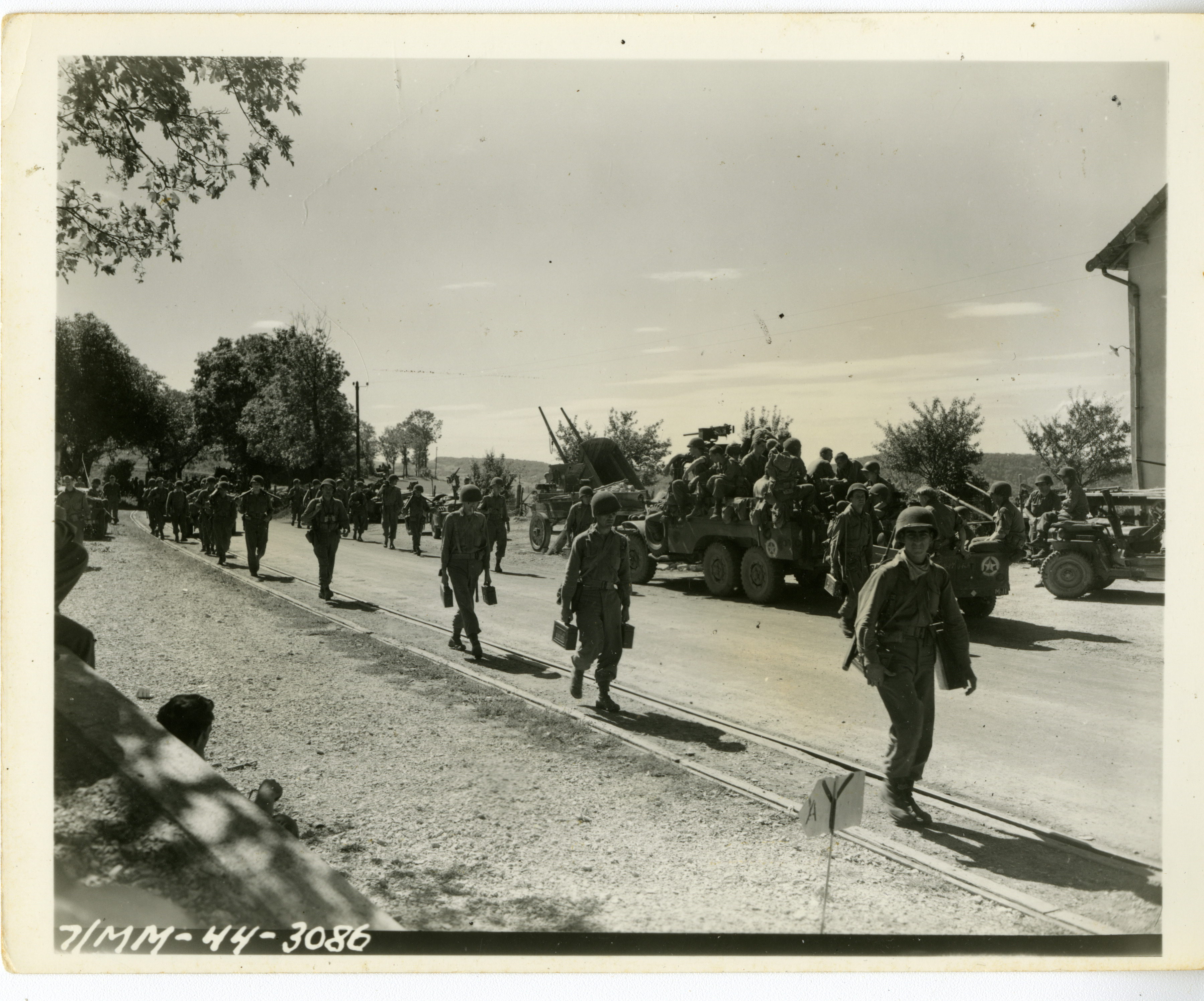
Una colonna della 3rd Infantry Division in marcia su una strada del sud della Francia

Il 21 agosto elementi dell'11. Panzer-Division lanciarono una puntata offensiva contro l'avanguardia della 3rd Division statunitense, giunta nei pressi di Aix-en-Provence. La comparsa dei corazzati tedeschi, per la prima volta dall'inizio dello sbarco, generò inizialmente una certa preoccupazione nei comandi della Seventh Army statunitense, principalmente perché non c'erano riserve con cui fronteggiare un contrattacco massiccio: l'avanzata venne quindi fermata sulle posizioni appena raggiunte, e la 3rd e 45th Division ricevettero l'ordine di attestarsi e di attendere di essere rilevate dai reparti francesi liberati dagli assedi ai porti. La mossa dei tedeschi era in realtà volta a rallentare la progressione degli Alleati in modo da guadagnare tempo per la ritirata del LXXXV. Armeekorps dalla costa del Mediterraneo, e la decisione di Patch e Truscott di fermare l'avanzata sacrificò molto probabilmente la possibilità di intrappolare un gran numero di truppe nemiche a sud del corso della Durance: la retroguardia del LXXXV. Armeekorps si portò a nord del fiume nella notte tra il 23 e il 24 agosto nella zona di Orgon, e quando la 3rd Division riprese ad avanzare con decisione il 24 agosto raggiunse il Rodano ad Avignone trovando solo il vuoto davanti a sé.

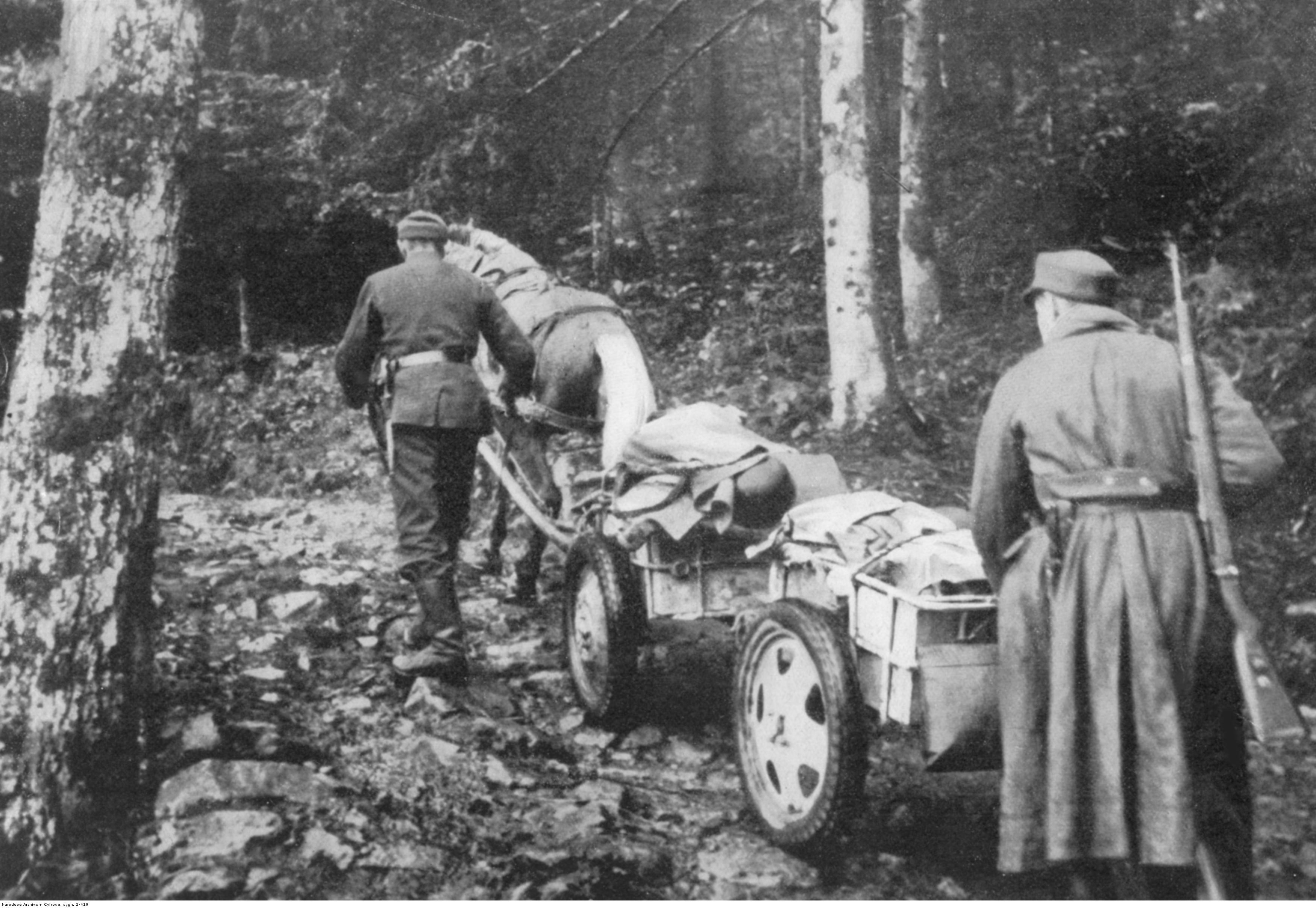
Due soldati tedeschi trascinano il loro carretto ippotrainato attraverso una zona boscosa

L'attenzione dei due contendenti si stava nel frattempo spostando più a est. La 157. Reserve-Division era disseminata su una vasta area compresa tra Grenoble, Gap e Aix-les-Bains a caccia di partigiani: la 19. Armee comandò alla divisione di tenere le posizioni fino al 30 agosto in modo da proteggere il fianco orientale del LXXXV. Armeekorps in ritirata lungo il Rodano, ma contemporaneamente il comando tedesco in Italia le ordinò di affrettare la prevista ritirata verso le Alpi per impedire che gli Alleati si impossessassero dei valichi alpini; il comandante della divisione, generale Karl Pflaum, ritenne più prudente eseguire questo secondo ordine e la 157. Reserve-Division si ritirò da Grenoble alla mezzanotte del 21 agosto, aprendo un enorme varco nel fianco orientale della 19. Armee dentro cui si tuffarono la TF Butler e, nella sua scia, la 36th Division. La TF Butler riprese a muovere da Sisteron la mattina del 20 agosto prendendo, con l'aiuto dei maquis, Gap quel pomeriggio dopo una breve battaglia che lasciò 900 prigionieri in mano agli Alleati; nella notte tra il 20 e il 21 agosto, Butler ricevette nuovi ordini: invece di puntare su Grenoble come previsto, Truscott gli comandò di piegare a ovest e raggiungere il corso del Rodano all'altezza di Montélimar, per tagliare la principale via di ritirata dei tedeschi lungo la sponda orientale del fiume. La mossa era alquanto azzardata, visto che le forze statunitensi avrebbero affrontato un numero imprecisato i tedeschi dovendo oltretutto mantenere un collegamento con la testa di sbarco unicamente tramite tortuose e pessime strade di montagna, ma la mattina del 21 agosto la TF Butler si mise in marcia verso ovest raggiungendo Crest dopo una marcia incontrastata di venticinque chilometri. Da qui gli uomini di Butler si spostarono prima a sud e poi di nuovo a ovest, occupando nel pomeriggio una piccola altura (Quota 300) a circa cinque chilometri a nord di Montélimar: l'altura dominava la sottostante Strada statale 7 che correva parallela alla sponda orientale del Rodano, lungo la quale stavano transitando centinaia di veicoli e migliaia di soldati tedeschi in ritirata verso nord. Le forze statunitensi erano troppo piccole per bloccare la strada, ma dalla loro posizione dominante iniziarono subito ad aprire un intenso fuoco sulle colonne tedesche.

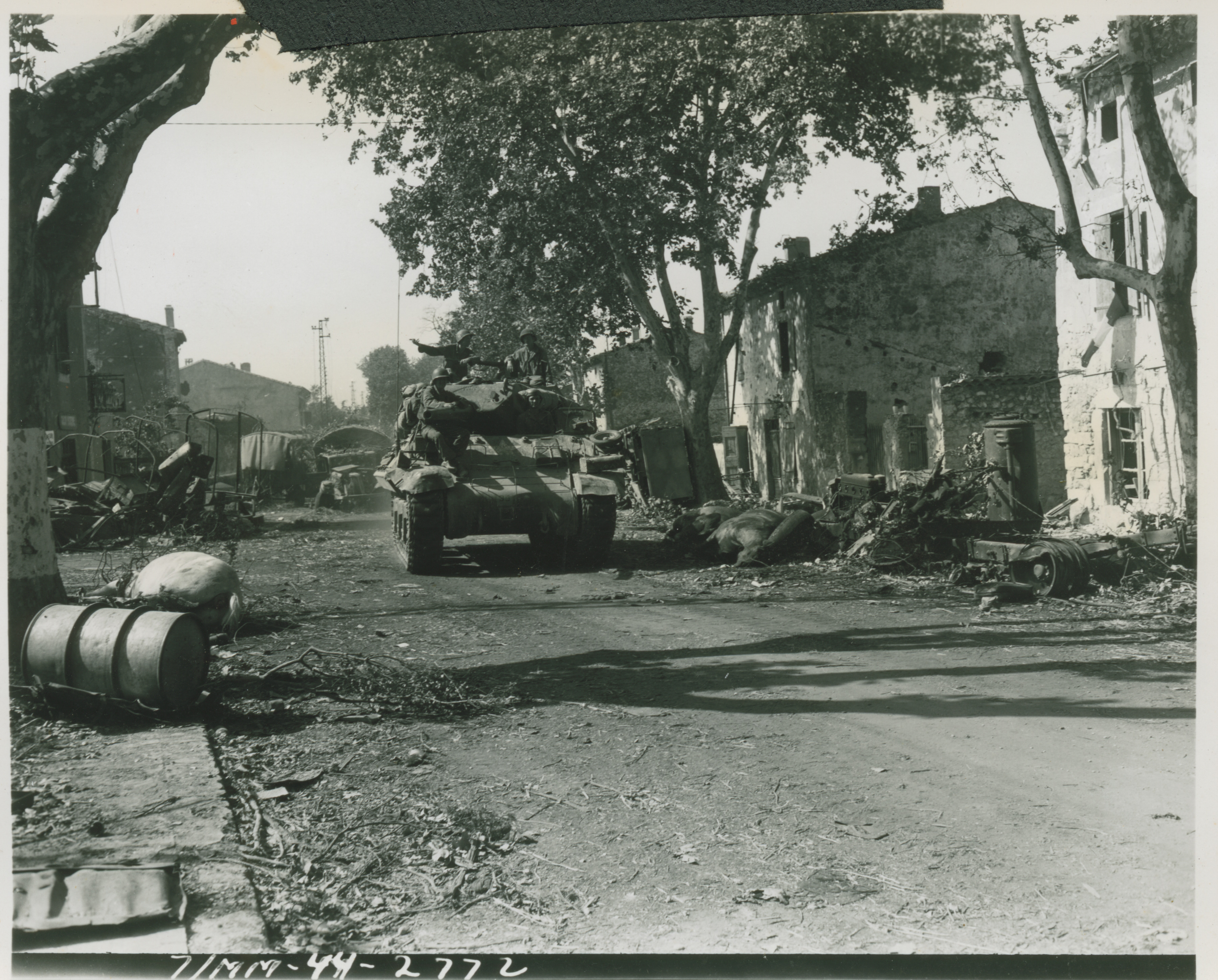
Un carro armato statunitense nelle strade di Montélimar al termine della battaglia

L'inaspettata comparsa delle forze statunitensi sul fianco orientale della sua ritirata spinse Wiese a reagire immediatamente: il 22 agosto una forza improvvisata incentrata sul battaglione da ricognizione dell'11 Panzer-Division lanciò un contrattacco, tagliando le retrovie della TF Butler a Puy ma venendo ricacciata indietro da un contrattacco statunitense sferrato quella sera. Il 23 agosto entrambi i contendenti fecero avanzare nuove forze: rallentata anche dall'iniziale indecisione di Truscott dopo la puntata offensiva tedesca ad Aix-e-Provence, la 36th Division si era mossa cautamente e i suoi reparti di testa raggiunsero la TF Butler solo la sera del 22 agosto; il comandante della divisione, generale John E. Dahlquist, passò quindi tutta la giornata seguente a consolidare le posizioni a est di Montélimar. La mancanza di carburante e autocarri da trasporto era un problema più urgente della mancanza di truppe, visto che lasciava gli statunitensi con poche munizioni per la loro artiglieria. Nel frattempo, la 11. Panzer-Division riuscì in qualche modo a districare i suoi reparti dall'immenso ingorgo di traffico formatosi sulla Statale 7 portando, verso mezzogiorno del 23 agosto, un primo Kampfgruppe di carri armati e Panzergrenadier nelle vicinanze di Montélimar, anche se il resto della divisione non fu in posizione fino al giorno dopo. Dopo varie scaramucce il 23 agosto, la battaglia si riaccese più intesa il 24 agosto: i contrattacchi tedeschi portarono infine alla riconquista di Quota 300, e Dahlquist decise quindi di arretrare il suo schieramento in posizione difensiva lungo il fiume Roubion. Ammassata una grossa forza con reparti della 11. Panzer-Division, della 198. Infanterie-Division, delle unità di terra della Luftwaffe e di artiglieria, i tedeschi sferrarono una grossa offensiva contro la linea della 36th Division sul Roubion il 25 agosto: l'azione di sei diversi Kampfgruppe si rivelò alquanto scoordinata e fallì davanti alla resistenza degli statunitensi, i quali anzi passarono al contrattacco, ripresero Quota 300 e tagliarono la Statale 7 all'altezza di La Coucourde; una forza tedesca rabberciata contrattaccò a sua volta all'imbrunire e riaprì la strada dopo la mezzanotte del 26 agosto. I combattimenti proseguirono il 26, 27 e 28 agosto: i tedeschi non riuscirono a scacciare le forze statunitensi e dovettero proseguire la ritirata lungo la Statale 7 sotto il fuoco nemico, perdendo numeroso equipaggiamento; gli statunitensi, a loro volta, non furono in grado di chiudere la strada e impedire che i tedeschi si portassero in salvo verso nord oltre il corso del fiume Drôme. Le ultime unità tedesche riuscirono a districarsi dalla zona di Montélimar nella notte tra il 28 e il 29 agosto; la mattina dopo la retroguardia della 198. Infanterie-Division finì intrappolata tra la 36th Division a nord e la 3rd Division a sud, che Truscott aveva spedito all'inseguimento dei tedeschi lungo la Statale 7: circa 3500 tedeschi, tra cui il comandante della 198. Infaterie-Division generale Richter, si arresero agli statunitensi. Scontri minori proseguirono poi fino al 31 agosto, mentre gli statunitensi ripulivano la riva nord del Drôme dagli ultimi ritardatari tedeschi.
La battaglia di Montélimar fu deludente per entrambe le parti. Gli statunitensi, che contarono 1575 perdite nello scontro, si lasciarono sfuggire l'occasione di annientare buona parte della 19. Armee tedesca: anche senza bloccare fisicamente la Statale 7, l'artiglieria statunitense avrebbe potuto distruggere non solo le colonne del LXXXV. Armeekorps in marcia lungo di essa ma anche quelle del IV. Luftwaffen-Feldkorps in movimento sulla sponda opposta del Rodano, che invece sfilarono via disturbate solo dagli attacchi aerei e dei partigiani. Se ciò non avvenne dipese principalmente dalla carenza di carburante e autocarri con cui rifornire i cannoni di munizioni, a sua volta frutto della pianificazione prudente di tutta l'operazione Dragoon: la debole resistenza tedesca agli sbarchi portò a un'espansione della testa di ponte molto più veloce di quanto preventivato, e la logistica non riuscì a tenere il passo dell'avanzata; il VI Corps rimase vittima del suo successo. Ma se la 19. Armee era riuscita a districarsi dalla trappola, le perdite tedesche risultarono comunque tremende: il LXXXV. Armeekorps registrò 600 morti, 1500 feriti, 5800 prigionieri e diverse migliaia di dispersi durante la ritirata dal 21 al 31 agosto; il confinante IV. Luftwaffen-Feldkorps se la cavò meglio, subendo 260 morti, 580 feriti e 2160 dispersi nel medesimo periodo. Finita in testa alla colonna delle truppe in ritirata l'11. Panzer-Division salvò buona parte del suo organico (12500 uomini) e dei suoi carri armati, ma le meno mobili divisioni di fanteria che arrancavano alle sue spalle furono decimate: la 338. Infanterie-Division fu ridotta a 1810 effettivi, la 198. Infanterie-Division a circa 2600. Pesanti furono inoltre e perdite di cannoni, veicoli ed equipaggiamento.

### La fine della campagna

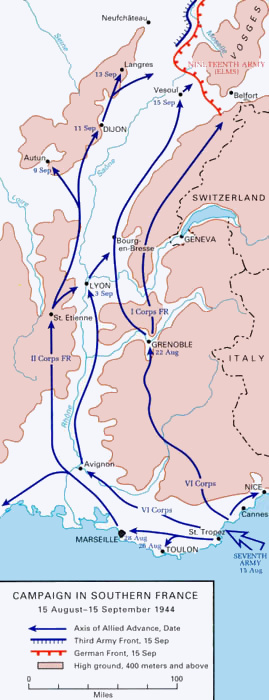
Le direttrici dell'avanzata alleata nel sud della Francia dal 15 agosto al 15 settembre 1944

Dopo Montélimar gli Alleati riorganizzarono il loro schieramento in vista del successivo obiettivo, Lione: la 45th Division, che nel frattempo aveva raggiunto senza colpo ferire Grenoble, doveva proseguire verso nord, superare il basso corso del Rodano e portarsi a Bourg-en-Bresse per tagliare la via di ritirata ai tedeschi; la 36th Division, seguita dalla 3rd Division, doveva proseguire nell'inseguimento del nemico risalendo la sponda orientale del Rodano dritta fino a Lione; sulla sponda occidentale avanzavano in parallelo ai reparti statunitensi due divisioni del 2e corps d'armée francese, la 1re DMI a contatto del fiume e la 1re DB più larga a ovest. Dopo notizie dello scoppio di un'insurrezione da parte della Resistenza francese a Lione, Wiese affrettò il IV. Luftwaffen-Feldkorps perché riprendesse il controllo della città e proteggesse il ripiegamento del decimato LXXXV. Armeekorps; a protezione dello scoperto fianco orientale fu invece spedita la relativamente intatta 11. Panzer-Division. Catturati due ponti intatti sul Rodano, tra il 30 e il 31 agosto la 45th Division avanzò fino a Meximieux e Pont-d'Ain; la divisione fu poi ingaggiata dalle avanguardie dell'11. Panzer-Division in una serie di scaramucce dall'esito altalenante il 1º settembre, mentre i suoi attacchi il 2 e 3 settembre alle difese allestite dai tedeschi intorno a Bourg-en-Bresse furono inizialmente bloccati. Uno squadrone di cavalleria corazzata statunitense cercò di aggirare le posizioni tedesche a Bourg, avanzando verso nord fino a Marboz e raggiungendo il 3 settembre Montrevel; qui però gli statunitensi furono contrattaccati da un Kampfgruppe dell'11. Panzer-Division: dotato solo di veicoli leggeri, lo squadrone fu soverchiato lasciando 126 prigionieri in mano ai tedeschi. La 45th Division prese infine Bourg il 4 settembre, ma per quella data la 19. Armee aveva superato Lione e continuato la sua ritirata verso nord attraverso Mâcon. Truscott lasciò ai francesi l'onore di liberare Lione il 3 settembre; aggirando la città da ovest, la 1re DB riuscì a intrappolare parte della retroguardia del IV. Luftwaffen-Feldkorps una ventina di chilometri più a nord, prendendo quasi 2000 prigionieri.

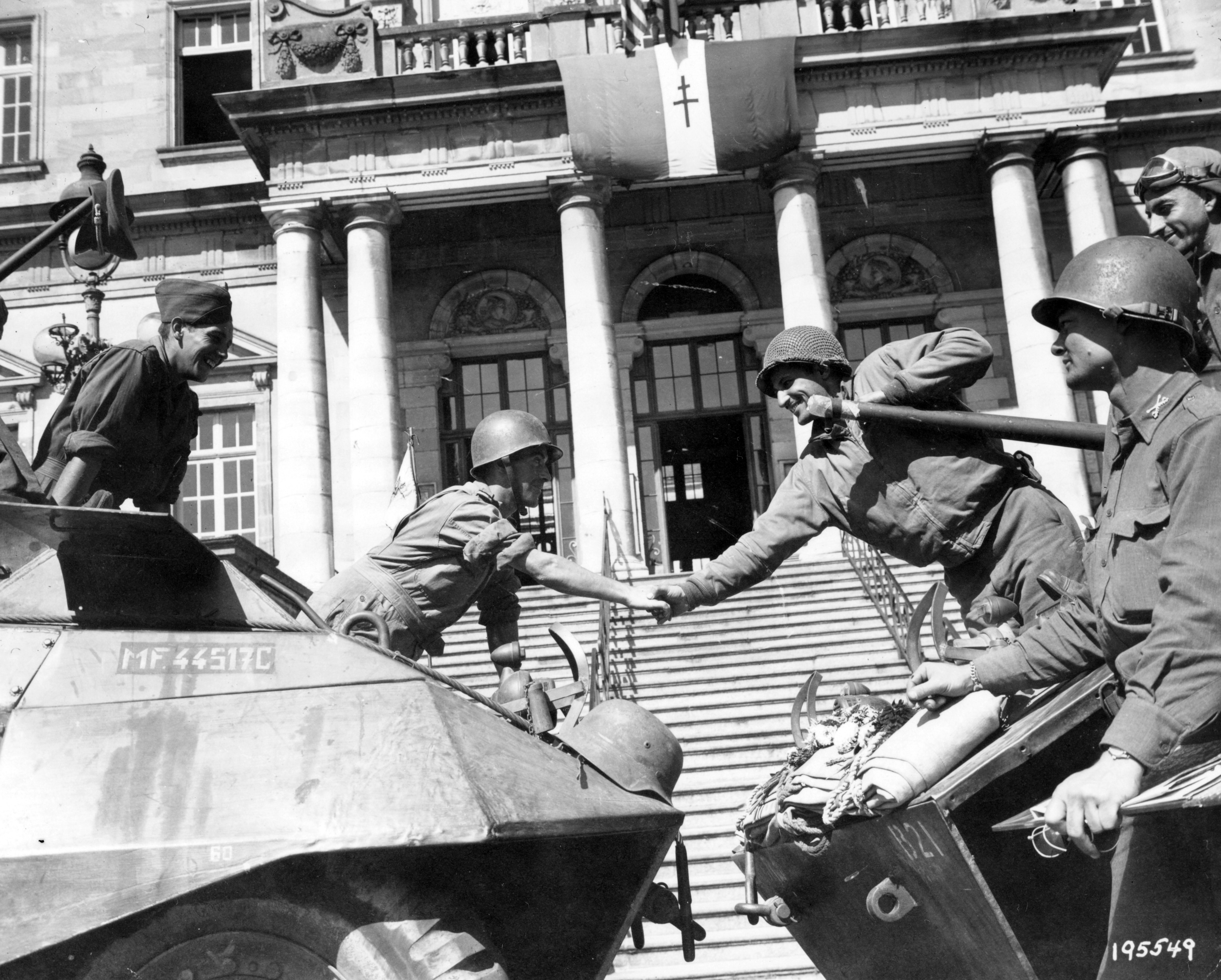
L'incontro tra le avanguardie di Overlord e Dragoon a Saulieu replicato a favore di fotografo il 13 settembre

La ritirata della 19. Armee proseguì verso nord in direzione di Besançon e Digione, verso cui stavano confluendo anche i reparti della 1. Armee ritirati dalla costa atlantica; gli ordini per l'Heeresgruppe G erano di attestarsi saldamente a Digione, per proteggere il fianco meridionale di una manovra di contrattacco in preparazione contro la Third Army statunitense (che, superata la Senna, stava continuando ad avanzare verso sud-est in direzione della Lorena) e impedire agli statunitensi di superare il "varco di Belfort" (l'area relativamente aperta tra i Vosgi a nord e il Massiccio del Giura a sud) da cui si accedeva direttamente al Reno e al confine tedesco. Le truppe tedesche erano tuttavia pesantemente disorganizzate, e l'avanzata degli Alleati proseguì: a ovest, la 1re DB sfondò le fragili difese del IV. Luftwaffen-Feldkorps, prese Givry e Chalon-sur-Saône il 5 settembre e, fermandosi solo per fare rifornimento di carburante, raggiunse Beaune l'8 settembre dove almeno 3000 ritardatari dei reparti tedeschi evacuati dalla costa atalantica, con veicoli, cannoni e rifornimenti, furono catturati dai francesi. Il VI Corps avanzava con in testa la 3rd Division al centro, la 36th Division sulla sinistra e la 45th Division in retroguardia, mentre la 3e DIA proteggeva il suo fianco orientale fino al confine con la Svizzera: il LXXXV. Armeekorps allestì una linea difensiva sul fiume Doubs, ma gli statunitensi superarono il corso d'acqua il 6 settembre e accerchiarono Besançon, caduta l'8 settembre con circa 2000 tedeschi presi prigionieri. La 19. Armee dovette continuare a ritirarsi in direzione dei Vosgi, anche se all'estremità orientale del suo fronte l'11. Panzer-Division riuscì a bloccare i tentativi della 3e DIA di aprirsi la strada verso il "varco di Belfort" per la via più breve. Il VI Corps virò verso est facendo perno sulla 45th Division, ma il 10 settembre la 3rd Division al centro impattò in una forte resistenza tedesca attorno a Vesoul che la tenne bloccata per giorni; solo il 12 settembre, dopo che la 36th Division ebbe iniziato una manovra di accerchiamento da nord, i tedeschi si ritirarono.
La campagna volgeva ormai al termine. Disturbata solo dalla resistenza di sparpagliati gruppi tedeschi, e più significativamente dalla mancanza di carburante, la 1re DB liberò senza opposizione Digione l'11 settembre e proseguì la marcia verso nord in direzione di Langres, con la 1re DMI sul suo fianco occidentale; le due divisioni avevano stabilito contatti telefonici con le prime avanguardie della Third Army più a nord, giunte a Châtillon-sur-Seine, e il contatto fisico fu stabilito infine nel pomeriggio di quello stesso 11 settembre quando pattuglie della 1re DMI da sud e della 6th Armored Division da nord si incontrarono a Saulieu, sancendo il ricongiungimento delle forze delle operazioni Overlord e Dragoon e la costituzione di un fronte alleato continuo dalla Manica al Mediterraneo. Tra il 13 e il 14 settembre le unità del VI Corps raggiunsero una linea che correva tra le cittadine di Fougerolles, Luxeuil, Lure e Villersexel, con altre unità francesi sul loro fianco destro da Villersexel al confine svizzero; la 19. Armee era in completo disordine e vicina al collasso, ma l'ulteriore spinta che Truscott stava progettando in direzione del varco di Belfort venne bloccata per ordine di Patch il 14 settembre. Quel giorno le forze dell'operazione Dragoon passarono ufficialmente dalla direzione strategica dell'AFHQ di Wilson a quella dello SHAEF di Eisenhower il quale, impegnato in altre ben più pressanti operazioni in altri settori del fronte e alle prese con gravi problemi di rifornimento delle sue sovraestese armate, non aveva alcuna intenzione di alimentare un'offensiva verso il varco di Belfort; questo sancì la fine della campagna.

## Conseguenze

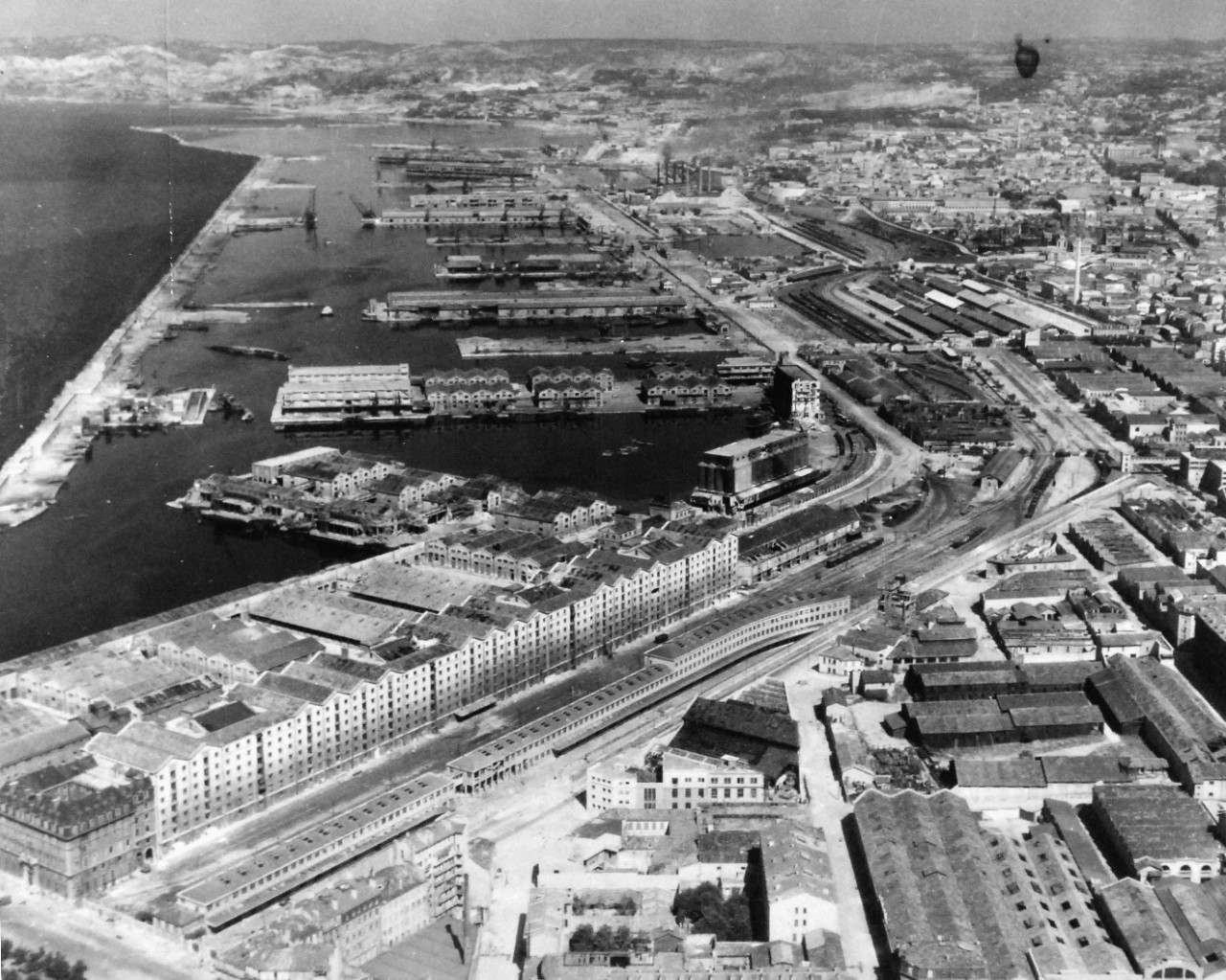
Veduta aerea del porto di Marsiglia pochi giorni dopo la liberazione della città

La valutazione complessiva della campagna alleata nel sud della Francia diede adito a discussioni complesse quasi quanto quelle che portarono alla genesi dell'operazione Dragoon. L'operazione si tradusse in un successo di vaste proporzioni per le forze degli Alleati, una delle loro maggiori vittorie nell'estate del 1944: circa due terzi della Francia furono liberati con una campagna di circa un mese. Gli assalti anfibi del 15 agosto furono portati felicemente a termine superando diversi ostacoli organizzativi, dalla carenza di mezzi da sbarco alla pianificazione frettolosa e alla mancanza di addestramento preliminare; memore dell'esperienza di Anzio, Truscott non aveva nessuna intenzione di rimanere intrappolato nella testa di ponte e spinse per lanciare un'offensiva a tutto campo, a maggior ragione dopo che gli Alleati si furono resi conto di quanto debole fosse la resistenza tedesca nella Francia meridionale. Questo si tradusse in un'avanzata spettacolare: al 9 settembre il VI Corps era avanzato in linea d'aria di circa 300 chilometri dalle spiagge dello sbarco; per tenere il passo dell'avanzata il quartier generale del corpo venne spostato di località in località così di continuo che i suoi membri lo paragonarono a un circo itinerante. A titolo di confronto, le forze alleate sbarcate in Normandia coprirono la stessa distanza di quelle dell'operazione Dragoon nell'arco di novantasei giorni contro i ventisei delle seconde. Le forze di Eisenhower affrontarono una resistenza tedesca incomparabilmente più feroce di quella incontrata dalle forze di Devers, ma avevano anche molte più divisioni su cui ripartire l'onere dei combattimenti: la campagna nel sud della Francia cadde interamente sulle spalle di un piccolo numero di divisioni alleate che operarono praticamente senza tregua per tutta la sua durata, con i soldati spesso costretti a procedere a piedi perché i (relativamente pochi) automezzi disponibili erano dirottati al trasporto di carburante e munizioni per le unità d'avanguardia. Alla metà di settembre 1944 i reparti di Devers erano logori e bisognosi di un periodo di riposo e riorganizzazione: al 9 settembre il VI Corps contava circa 4500 perdite in battaglia (tra cui 2050 morti, dispersi o prigionieri) e 5300 perdite al di fuori dei combattimenti. Le perdite dei reparti francesi sono più incerte a seconda che si includano o meno le vittime nei ranghi della Resistenza, ma sono solo leggermente più elevate di quelle del VI Corps.
Molti dei dibattiti sull'utilità dell'operazione Dragoon ruotano sul mancato accerchiamento e distruzione dell'Heeresgruppe G tedesco. Pur non colti particolarmente di sorpresa dallo sbarco, Blaskowitz e Wiese non potevano fare molto più di quanto effettivamente fecero per contrastare lo strapotere delle forze degli Alleati, per quanto le loro prime reazioni furono più disorganizzate del dovuto. Se Blaskowitz fosse stato autorizzato ad avviare il ripiegamento verso nord delle sue forze ai primi di agosto 1944, come aveva in effetti proposto, l'Heeresgruppe G si sarebbe potuto ritirare subendo perdite minime; autorizzando la ritirata solo il 17 agosto, l'alto comando tedesco condannò il gruppo d'armate a subire tutto il peso delle offensive alleate, e fu una relativa fortuna che Blaskowitz fosse riuscito in qualche modo a districare circa metà dei suoi effettivi dalla Francia meridionale e centrale fino a ricostruire una linea difensiva più o meno solida ai piedi dei Vosgi, ancora lontano dal confine della Germania. Le perdite tedesche furono comunque pesanti: le stime per l'Hereesgruppe G riportano al 14 settembre un totale di circa 7000 morti e 21000 feriti durante la campagna cui sommare circa 106250 prigionieri caduti in mano agli Alleati, compresi i reparti isolati e costretti ad arrendersi nella Francia centrale dopo il ricongiungimento delle forze di Overlord e Dragoon; aggiungendo i 25000 tedeschi lasciati nelle piazzeforti lungo la costa atlantica e, di fatto, non più impegnati fino alla fine della guerra, l'Heeresgruppe G perse un totale di 143250 uomini. Alla fine della campagna la 19. Armee era l'ombra di sé stessa: l'11. Panzer-Division aveva ancora circa 6500 uomini, ma la sua componente corazzata schierava non più di una dozzina di carri armati; molte divisioni di fanteria erano ridotte a 3000 uomini o anche meno, con la 189. Infanterie-Division che ne aveva meno di 1000.

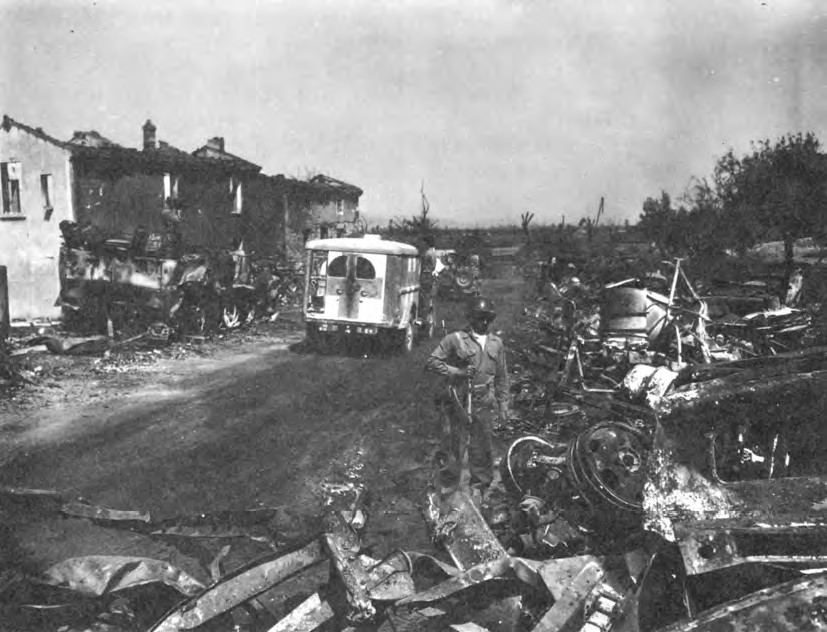
Un'ambulanza statunitense supera cumuli di rottami abbandonati dopo la battaglia di Montélimar

Molti soldati tedeschi riuscirono a salvarsi fondamentalmente per via dei problemi logistici degli Alleati: la carenza di carburante e mezzi di trasporto impedì uno sfruttamento rapido del successo degli sbarchi e la riuscita delle manovre di accerchiamento degli Alleati, in particolare a Montélimar. La mancanza di ambizione del piano originario, troppo prudente, fu la causa di queste carenze, ma era difficile da evitare: il piano venne basato sull'esperienza concreta degli sbarchi in Italia, dove i tedeschi avevano reagito subito sferrando contrattacchi alle teste di ponte. Con il senno di poi era facile sostenere che un crollo generale delle forze tedesche nel nord della Francia avrebbe portato a un crollo anche delle forze a sud se non a un loro ritiro generale (come in effetti era nei piani di Blaskowitz), ma questo era difficile da prevedere quando l'operazione Dragoon venne pianificata: il contrattacco tedesco dell'operazione Lüttich in Normandia terminò il 10 agosto, mentre le manovre di chiusura della sacca di Falaise presero avvio il 13 agosto; per questa data l'operazione Dragoon era ormai avviata e le truppe già imbarcate e pronte a partire per le spiagge dell'invasione. Una diversa configurazione del piano logistico dell'invasione non avrebbe portato a grossi cambiamenti della successione degli eventi, visto che la cattura dei porti avrebbe comunque mantenuto la priorità sull'avanzata a nord all'inseguimento dei tedeschi in fuga: qualsiasi quantitativo di carburante e autocarri sbarcato in più sarebbe stato quasi certamente offerto ai francesi per affrettare la loro avanzata in direzione di Tolone e Marsiglia, e le divisioni di fanteria statunitensi non avrebbero potuto spostarsi molto più velocemente di quanto fecero quantomeno fino a che uno dei porti non fosse stato catturato e riaperto al traffico (per tacere dei collegamenti stradali e ferroviari in uscita dai porti, il cui ripristino richiese anche più tempo della riapertura dei porti stessi).
Il valore strategico dell'operazione Dragoon è stato più volte oggetto di dibattito, soprattutto sotto il profilo della sua convenienza rispetto a un'offensiva in Italia. La cattura dei porti del Mediterraneo fu di fondamentale importanza per garantire l'approvvigionamento delle forze degli Alleati (da Marsiglia transitò circa un terzo di tutti i rifornimenti destinati alle armate alleate del fronte occidentale), e non farlo avrebbe reso più complicata la spinta finale verso la Germania. Aver portato le armate di Devers verso nord fino ai Vosgi fu un fatto meno significativo, visto che lo sforzo maggiore di Eisenhower era diretto molto più a settentrione in direzione della Rhur, e quello del Sixth Army Group rimase un settore secondario almeno fino ai mesi finali dell'avanzata alleata in Germania; non far sbarcare le unità franco-statunitensi in Provenza, tuttavia, avrebbe aperto a un forte rischio per gli Alleati. A metà settembre 1944 i tedeschi avevano radunato sufficienti forze corazzate per sferrare un contrattacco sul fronte occidentale: se a quella data la Francia centrale e meridionale fosse stata ancora in mano sua, la Wehrmacht avrebbe potuto attaccare lungo la Loira il fianco sud della Third Army statunitense, in quel momento quasi completamente scoperto visto che l'armata era lanciata in piena avanzata verso est in Lorena. Persa la Francia meridionale e centrale a causa di Dragoon, la Wehrmacht dovette ripiegare su un attacco frontale alla Third Army in Lorena, azione conclusasi con un fallimento dopo le sconfitte tedesche nelle battaglie di Dompaire e di Arracourt. E se anche questa controffensiva fosse fallita in ogni caso, l'avanzata alleata verso la Germania sarebbe stata comunque ritardata visto che Eisenhower avrebbe dovuto spostare forze a protezione del suo vulnerabile fianco meridionale, o organizzare una campagna di liberazione della Francia centrale a partire da quella settentrionale. Di per contro, impiegare le forze di Dragoon in Italia avrebbe certamente portato a una più rapida avanzata nella valle del Po e a una liberazione completa della penisola entro la fine del 1944; ma le Alpi, terreno molto più facilmente difendibile da parte dei tedeschi, avrebbero impedito ulteriori spinte verso l'obiettivo finale degli Alleati: l'avanzata verso il cuore della Germania.

### Annotazioni
1. ↑  Il nome "Anvil" (ovvero "incudine" in lingua inglese) fu scelto in quanto l'azione si sarebbe svolta inferiormente rispetto allo sbarco principale nel nord della Francia, inizialmente denominato "operazione Hammer" ("martello").
2. ↑  In particolare le divisioni dell'Esercito francese in ricostruzione in Algeria, che non potevano essere spostate in Inghilterra e impiegate per Overlord a causa di carenze nei trasporti navali.
3. ↑  Cosa che gli statunitensi non volevano assolutamente fare, perché avrebbe scatenato contrasti tutti interni al JCS stesso tra l'U.S. Army e la United States Navy.
4. ↑  L'area relativamente aperta che separa le Alpi dalle Alpi Dinariche.
5. ↑  La data limite per il lancio dell'operazione venne fissata al 1º settembre: i pianificatori calcolarono in un mese dopo lo sbarco il tempo necessario per catturare e ripristinare i porti francesi, periodo durante il quale la forza d'invasione sarebbe stata rifornita attraverso le spiagge di sbarco; questo rifornimento sarebbe però divenuto difficile in caso di forti venti di Maestrale, attesi a partire dal 1º ottobre.
6. ↑  Il termine inglese dragoon significa "dragone" se usato come sostantivo, ma se usato come verbo (to dragoon) ha il significato di "costringere con la forza". Vedi Zaloga, pp. 7, 9.
7. ↑  La 242. Infanterie-Division, investita in pieno dallo sbarco alleato, aveva tre Ost-Bataillon di armeni e azeri su un totale di dodici battaglioni in organico.
8. ↑  Ovvero La Rochelle e l'estuario della Gironda, che si aggiungevano ai porti di Brest, Lorient e Saint-Nazaire nella zona a nord della Loira.

### Fonti
1. 1 2 3  Clarke & Ross, pp. 3-5.
2. ↑  Zaloga, pp. 7-8.
3. ↑  Clarke & Ross, pp. 7-9.
4. ↑  Clarke & Ross, pp. 9-11.
5. 1 2 3 4  Zaloga, p. 8.
6. ↑  Clarke & Ross, pp. 11-13.
7. ↑  Clarke & Ross, pp. 13-17.
8. ↑  Clarke & Ross, pp. 17-21.
9. ↑  Clarke & Ross, pp. 20-21.
10. ↑  Clarke & Ross, p. 22.
11. ↑  Zaloga, pp. 8, 13-15.
12. ↑  Clarke & Ross, pp. 23-30.
13. ↑  Clarke & Ross, p. 95.
14. ↑  Zaloga, pp. 24-26.
15. ↑  Clarke & Ross, pp. 35-40.
16. ↑  Zaloga, pp. 27-29.
17. ↑  Clarke & Ross, pp. 40-41.
18. 1 2  Zaloga, p. 24.
19. ↑  Clarke & Ross, pp. 43-44.
20. ↑  Zaloga, pp. 29-31.
21. ↑  Clarke & Ross, pp. 41-42.
22. ↑  Zaloga, p. 11.
23. ↑  Zaloga, pp. 11-12.
24. 1 2  Zaloga, pp. 16-19.
25. ↑  Zaloga, pp. 20-23.
26. ↑  Clarke & Ross, pp. 69-70.
27. ↑  Zaloga, p. 9.
28. ↑  Zaloga, pp. 34-35.
29. ↑  Clarke & Ross, pp. 81-83.
30. ↑  Zaloga, pp. 35, 37, 39 42, 45.
31. ↑  Clarke & Ross, pp. 74-81.
32. ↑  Clarke & Ross, pp. 80-85.
33. ↑  Zaloga, p. 26.
34. ↑  Zaloga, pp. 32-33.
35. ↑  Clarke & Ross, pp. 53-55.
36. ↑  Zaloga, pp. 16-17, 20-22.
37. ↑  Zaloga, pp. 33-34.
38. ↑  Clarke & Ross, pp. 65-67.
39. ↑  Zaloga, p. 36.
40. ↑  Clarke & Ross, pp. 96-97.
41. ↑  Zaloga, pp. 36-38.
42. ↑  Clarke & Ross, p. 104.
43. ↑  Zaloga, pp. 38-39.
44. ↑  Clarke & Ross, pp. 98-100.
45. 1 2  Zaloga, pp. 39-41.
46. 1 2  Clarke & Ross, pp. 101-105.
47. ↑  Zaloga, p. 42.
48. ↑  Clarke & Ross, pp. 97-98.
49. ↑  Zaloga, pp. 41-45.
50. ↑  Clarke & Ross, pp. 108-113.
51. 1 2  Zaloga, pp. 45-50.
52. 1 2  Clarke & Ross, pp. 113-118.
53. ↑  Clarke & Ross, p. 122.
54. ↑  Zaloga, pp. 50-51.
55. ↑  Clarke & Ross, pp. 105-108.
56. ↑  Zaloga, pp. 51-54.
57. ↑  Clarke & Ross, pp. 118-121.
58. ↑  Zaloga, p. 55.
59. ↑  Clarke & Ross, pp. 134-135.
60. ↑  Zaloga, p. 57.
61. ↑  Clarke & Ross, pp. 128-133.
62. ↑  Zaloga, pp. 58-59.
63. ↑  Clarke & Ross, pp. 133-137.
64. ↑  Zaloga, pp. 60-62.
65. ↑  Clarke & Ross, pp. 137-140.
66. ↑  Zaloga, pp. 62-69.
67. ↑  Clarke & Ross, pp. 140-142.
68. ↑  Zaloga, pp. 69-70.
69. ↑  Clarke & Ross, pp. 142-143.
70. ↑  Zaloga, pp. 57-58, 70-71.
71. ↑  Clarke & Ross, pp. 144-149.
72. ↑  Zaloga, pp. 71-80.
73. ↑  Clarke & Ross, pp. 149-167.
74. ↑  Zaloga, pp. 80-81.
75. ↑  Clarke & Ross, pp. 167-170.
76. ↑  Zaloga, pp. 81-87.
77. ↑  Clarke & Ross, pp. 171-181.
78. ↑  Clarke & Ross, pp. 181-192.
79. ↑  Zaloga, pp. 87-88.
80. ↑  Clarke & Ross, pp. 192-194, 223.
81. 1 2 3 4  Zaloga, pp. 88-91.
82. 1 2 3 4  Clarke & Ross, pp. 194-198.